# Mercedes-Benz Baureihe 140
Die Baureihe 140 von Mercedes-Benz bezeichnet Fahrzeuge der Oberklasse, die im März 1991 als Nachfolger der Baureihe 126 auf dem Genfer Auto-Salon debütierten. Sie wurde unter der Bezeichnung Mercedes-Benz S-Klasse zwischen Juli 1991 und September 1998 gebaut. Das Fahrzeug wurde als Limousine (W 140), verlängerte Limousine (V 140) und als Coupé (C 140) angeboten. Es wurden 406.717 Limousinen und 26.025 Coupés hergestellt, davon wurden über 100.000 Fahrzeuge in Deutschland abgesetzt. Seit etwa 1996 gab es eine Pullman-Limousine des Herstellers als Repräsentationsfahrzeug, siehe auch Abschnitt S 600 Pullman. Für Papst Johannes Paul II. wurde 1997 eine Sonderanfertigung ausgeliefert, ein S 500 lang Landaulet.

## Modellgeschichte

### Allgemeines

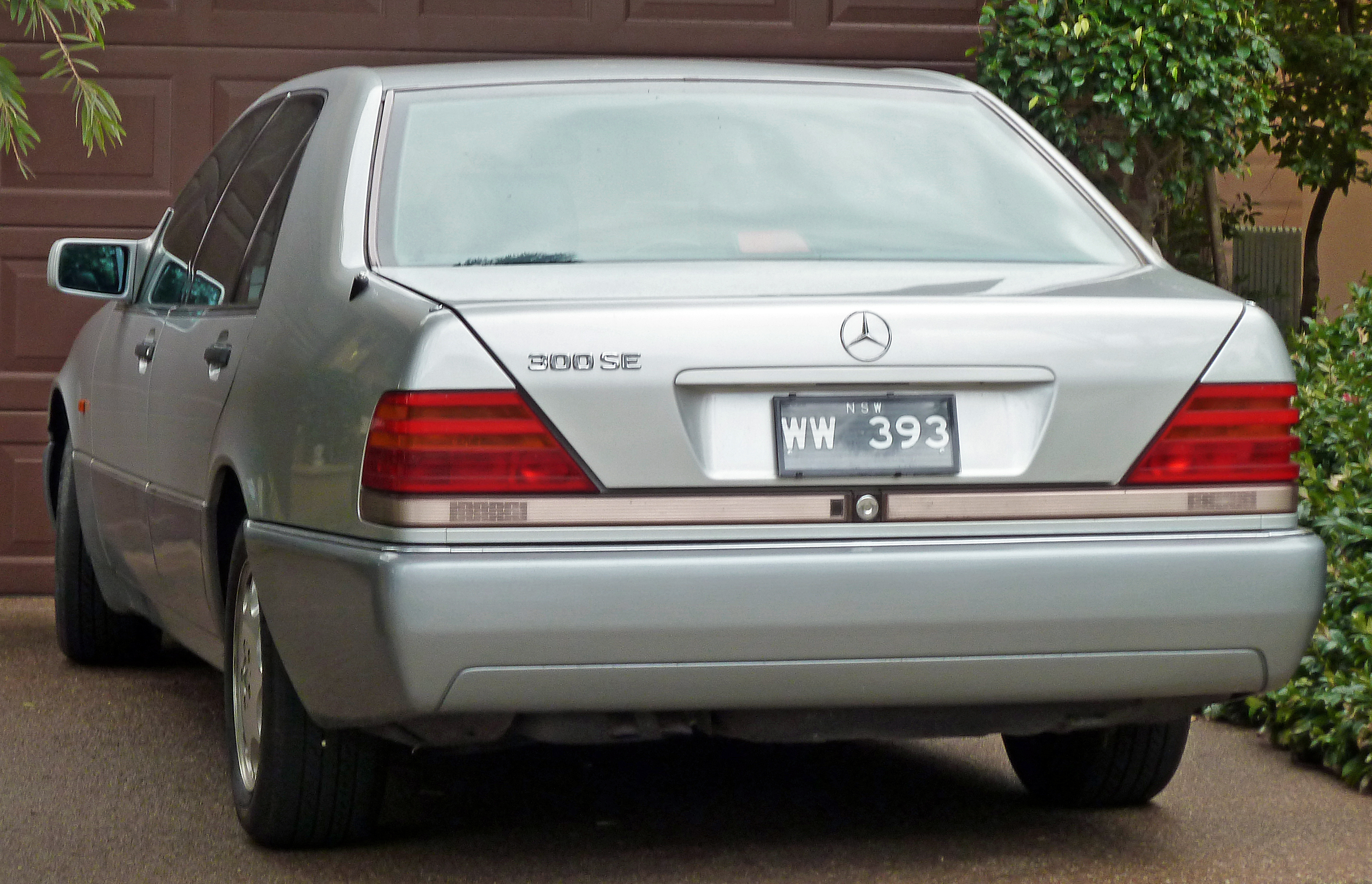
Erste Serie: Ansicht von hinten

Die Entwicklung begann 1981, der Produktionsstart war ursprünglich für Oktober 1989 vorgesehen. Bei Entwicklungsbeginn war der Entwicklungsaufwand mit etwa drei Milliarden Mark geplant. Der Chef-Designer war Bruno Sacco. Zwischen 1982 und 1986 wurden mehrere Gestaltungsentwürfe erarbeitet, am 9. Dezember 1986 wurde einer davon von Olivier Boulay ausgewählt. Mehrere Prototypen wurden danach getestet, und das endgültige Produktions-Design wurde 1987 eingefroren, deutsche Patente wurden am 23. Februar 1988 angemeldet. 1987 verlor die Mercedes-Benz Baureihe 126 mit V8-Spitzenmodel 560 SEL den auto-motor-und-sport-Vergleichstest gegen die 1986 eingeführte zweite BMW-7er-Generation (BMW E32) weil BMW zwischenzeitlich den kleinen 325i-M20-Sechszylinder zum geschmeidigen BMW M70-Zwölfzylindermotor im BMW 750iL verdoppelt hatte. Mercedes reagierte 1988 mit dem gleichen Rezept, der 300er-Reihensechser M103 bzw. als Vierventiler M104 wurde zum M120 V12 dupliziert. 
Auf dem wichtigen US-Markt hatte 1989 Toyota die neue Nobel-Marke Lexus mit der Oberklassen-Limousine LS 400 vorgestellt. Als Antwort auf deren Qualität und Vollausstattung bei günstigerem Preis sah sich Daimler-Benz gezwungen, kurz vor dem Serienstart im Jahr 1991 noch Verbesserungen vorzunehmen, um die Marktpositionierung des W 140 zu festigen. Das führte zu einer Kostenüberschreitung und der Daimler-Benz-Chefentwickler Wolfgang Peter wurde entlassen.
Der W 140 markiert mit Vernetzung der Steuergeräte per CAN-Bus und Doppelverglasung einen Technologiesprung bei Mercedes-Benz. Aber auch mit den deutlich gewachsenen Außenabmessungen sollte der Führungsanspruch von Mercedes-Benz innerhalb der Oberklasse deutlich gemacht werden. Durch die Ergänzung des Motorenangebots durch das große V12-Aggregat reagierte man auf den Wettbewerber BMW, der 1987 den E32 750i mit einem Zwölfzylindermotor auf den Markt gebracht hatte.
Das Kofferraumvolumen liegt bei 525 l (Limousine) respektive 505 l (Coupé). Der cw-Wert konnte gegenüber dem Vorgänger um über 16 Prozent verringert werden, die mit in den Luftwiderstand einfließende Stirnfläche stieg jedoch von 2,13 m² auf 2,39 m² bei der Limousine. So ergeben sich eine für den Luftwiderstand wirksame Querschnittsfläche (cw × A) zu 0,30 × 2,39 m² bei der Limousine und 0,29 × 2,33 m² beim Coupé.
Der W 140 verfügt über eine Kugelumlauflenkung mit Parameterfunktion. Die Fußbremse ist eine hydraulische Zweikreis-Bremsanlage mit Unterdruck-Bremskraftverstärker und innenbelüfteten Scheibenbremsen vorne und hinten; die Feststellbremse ist fußbetätigt und wirkt mechanisch auf die Hinterräder.

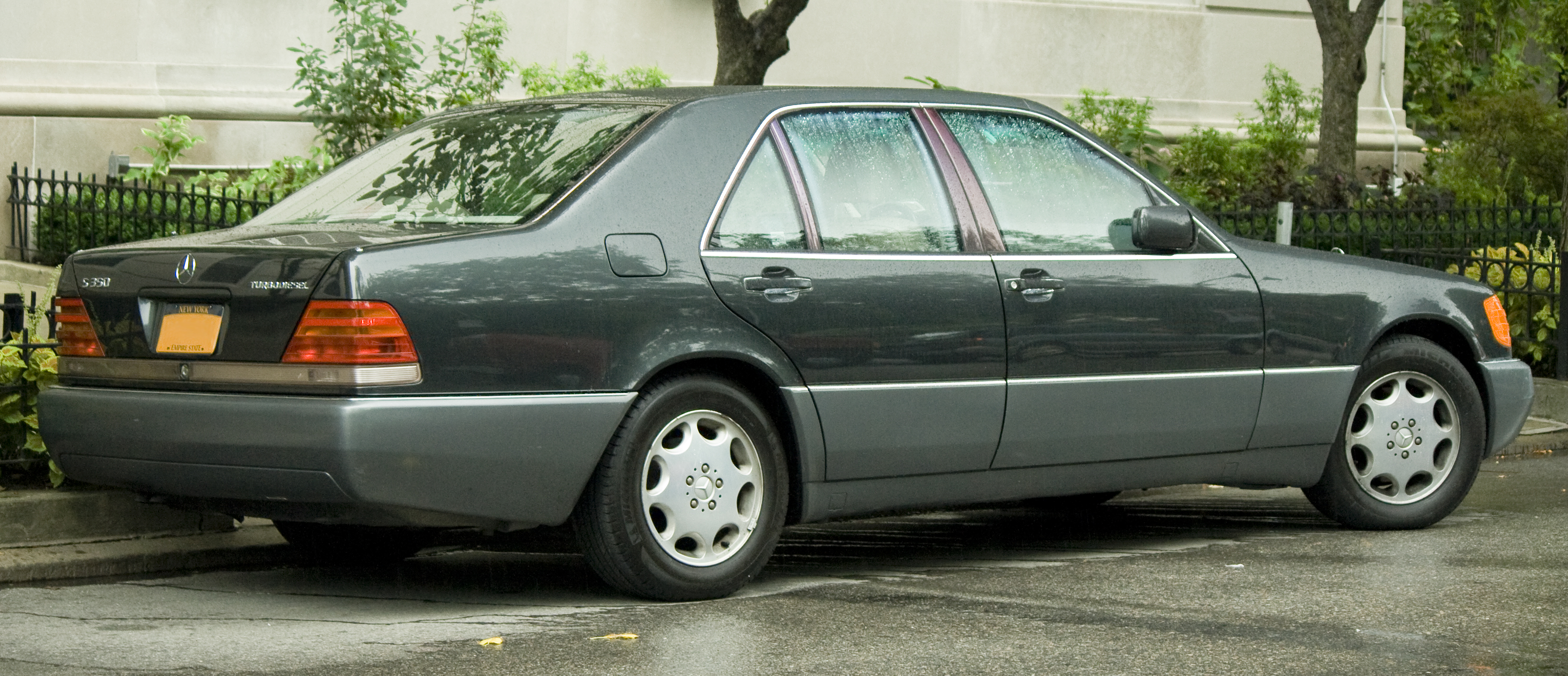
Mercedes-Benz S 350 Turbo-Diesel
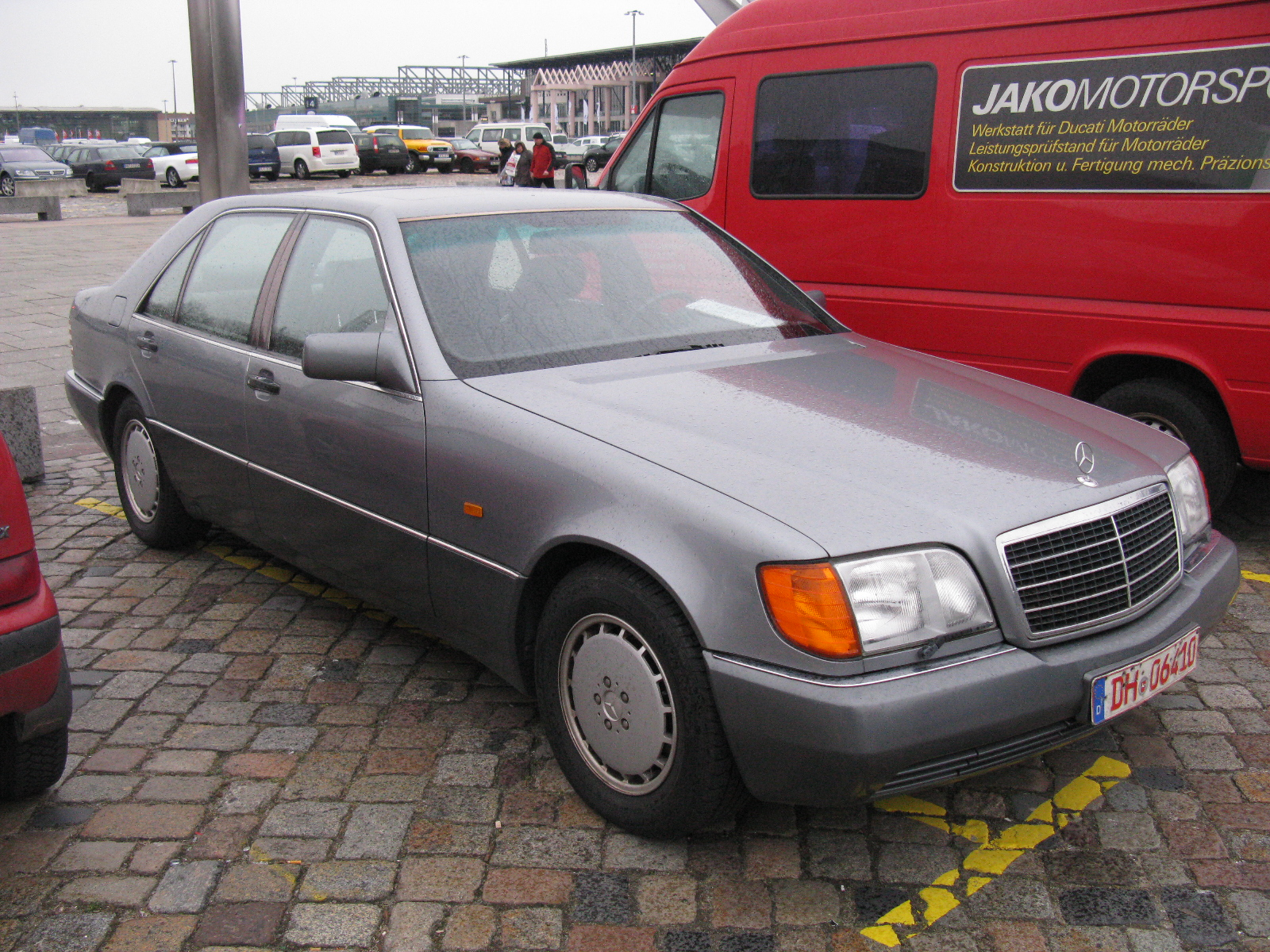
Mercedes-Benz 500 SE
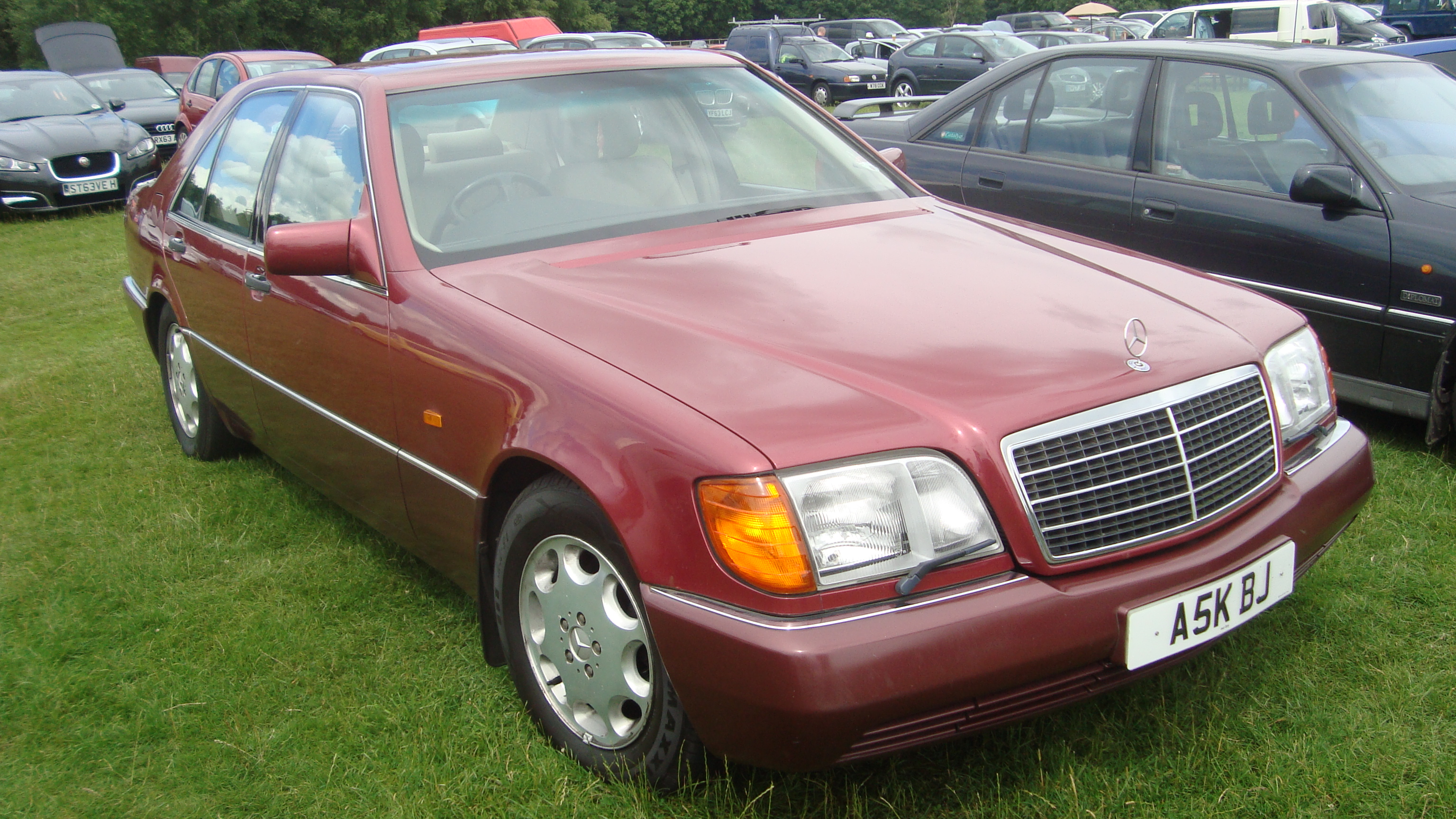
Mercedes-Benz 500 SE (Rechtslenker)
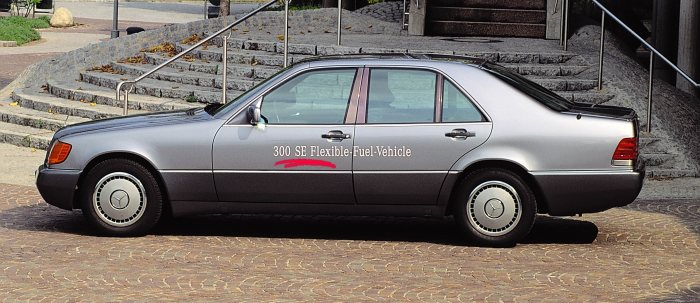
Mercedes-Benz 500 SE Hybrid-Versuchsfahrzeug
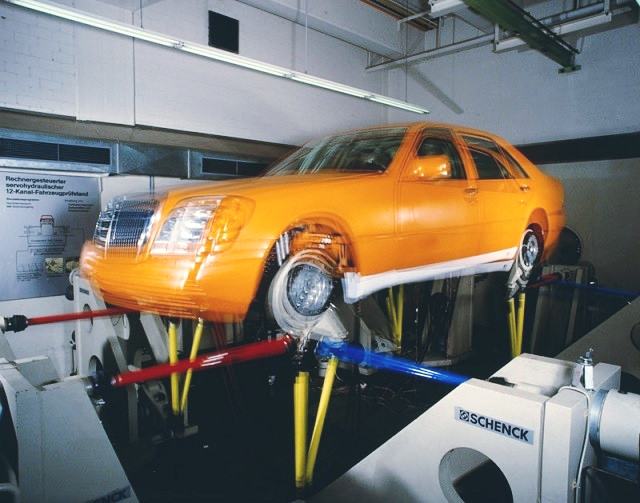
Mercedes-Benz Testfahrzeug auf Rüttelprüfstand
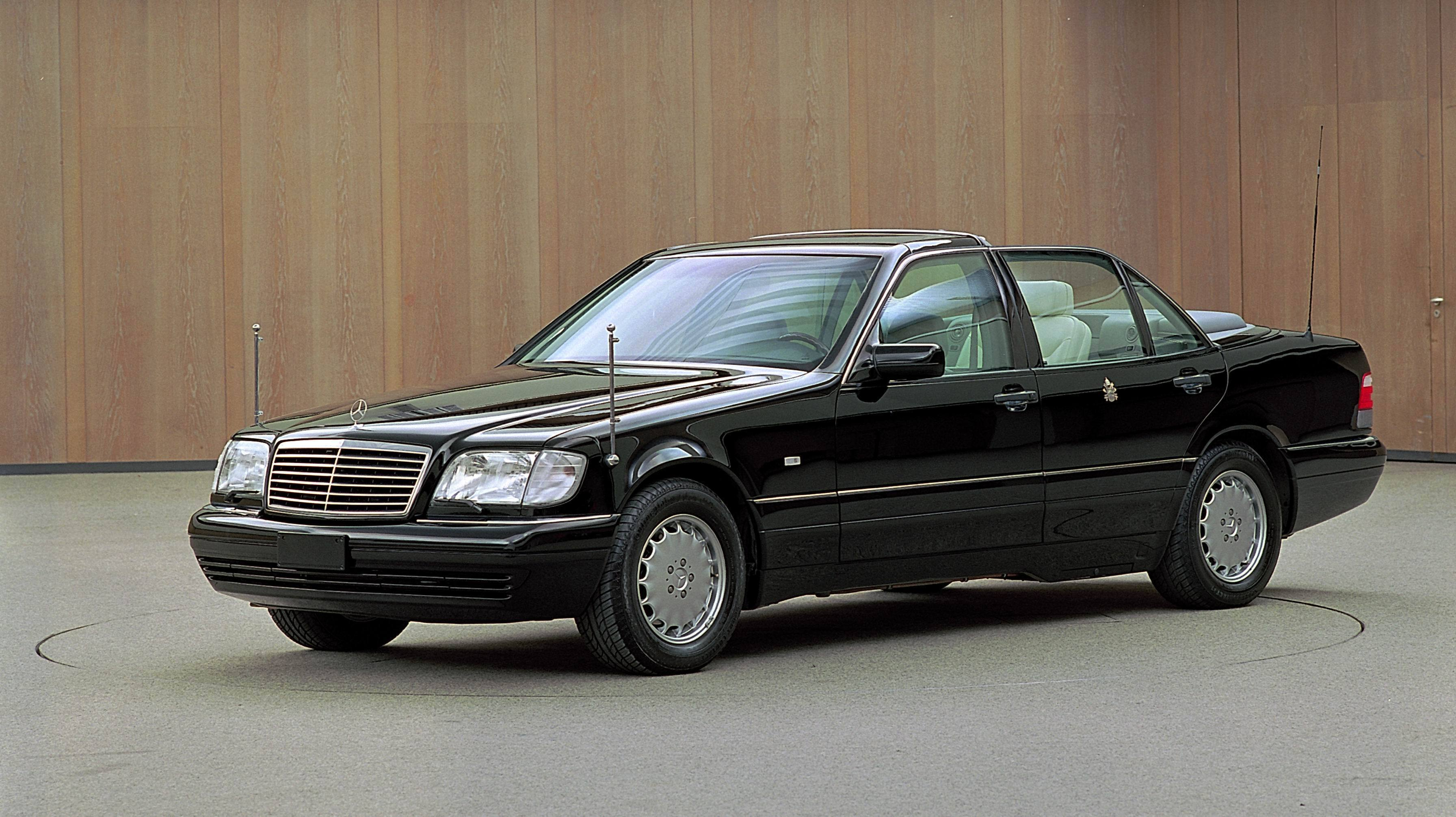
Dieser S 500 für Johannes Paul II. war das einzige Landaulet der Baureihe 140. Das Papamobil wurde 1997 an den Vatikan ausgeliefert.
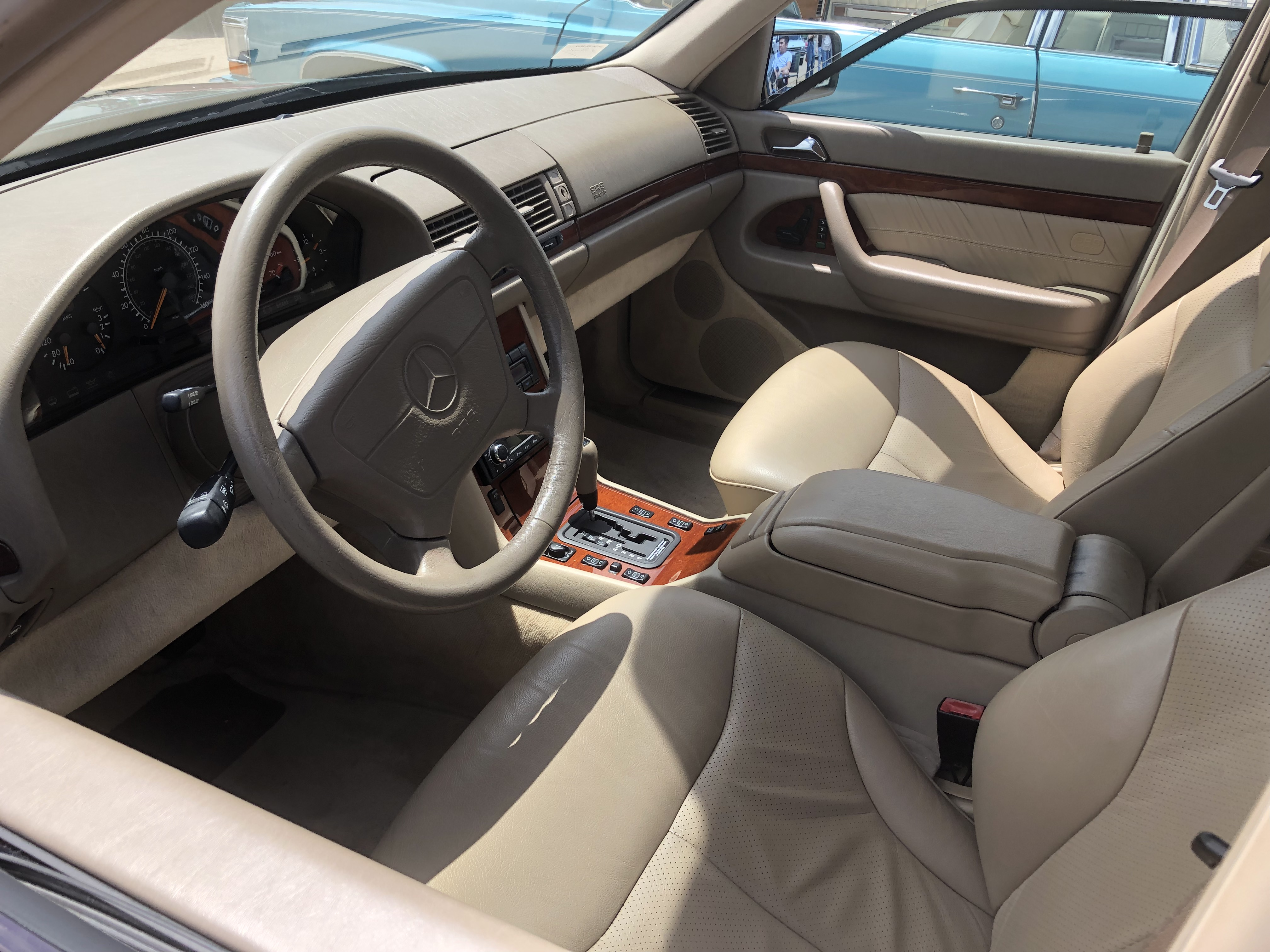
Interieur
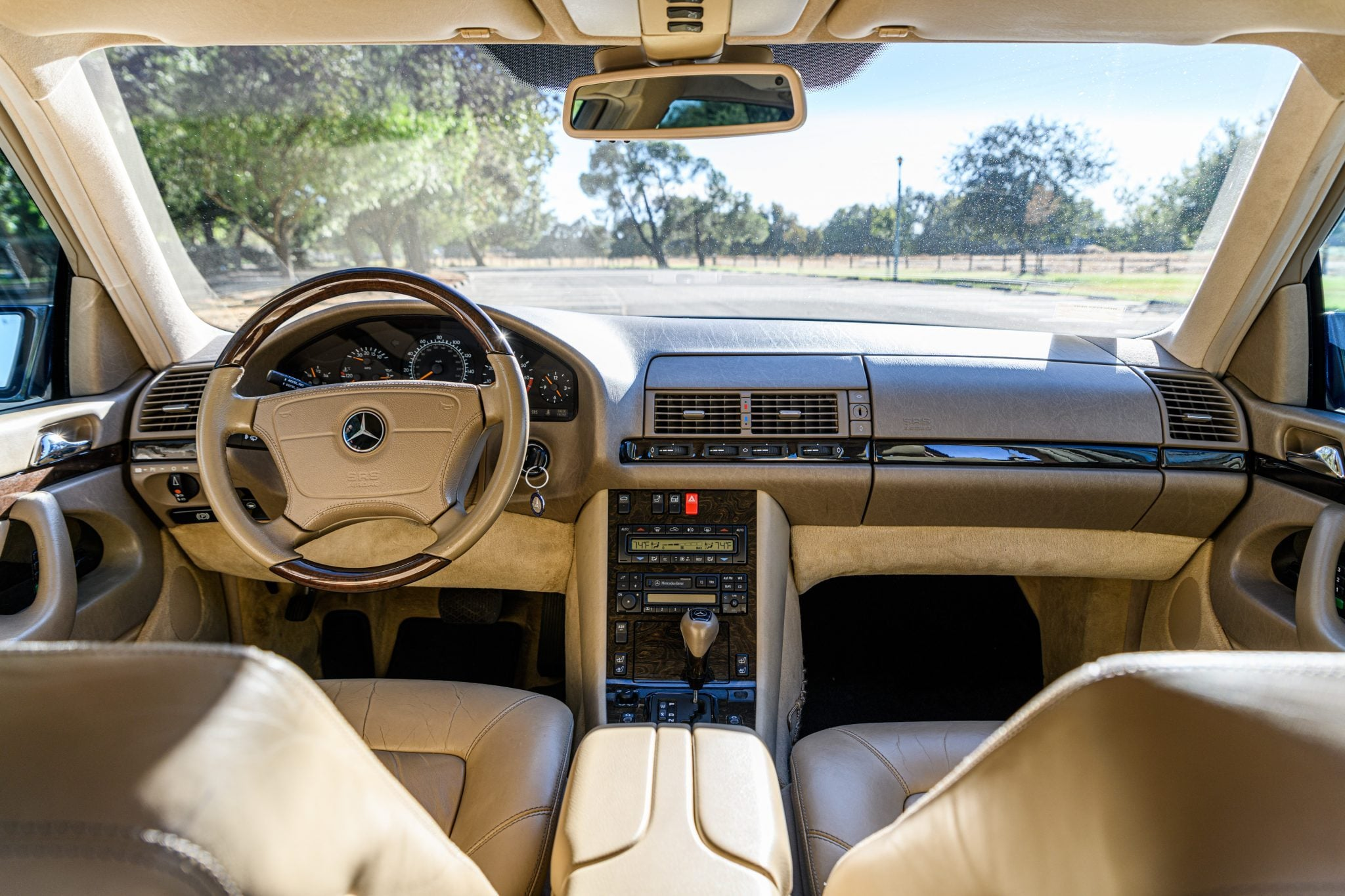
Armaturenbrett

### Technik und Innovation

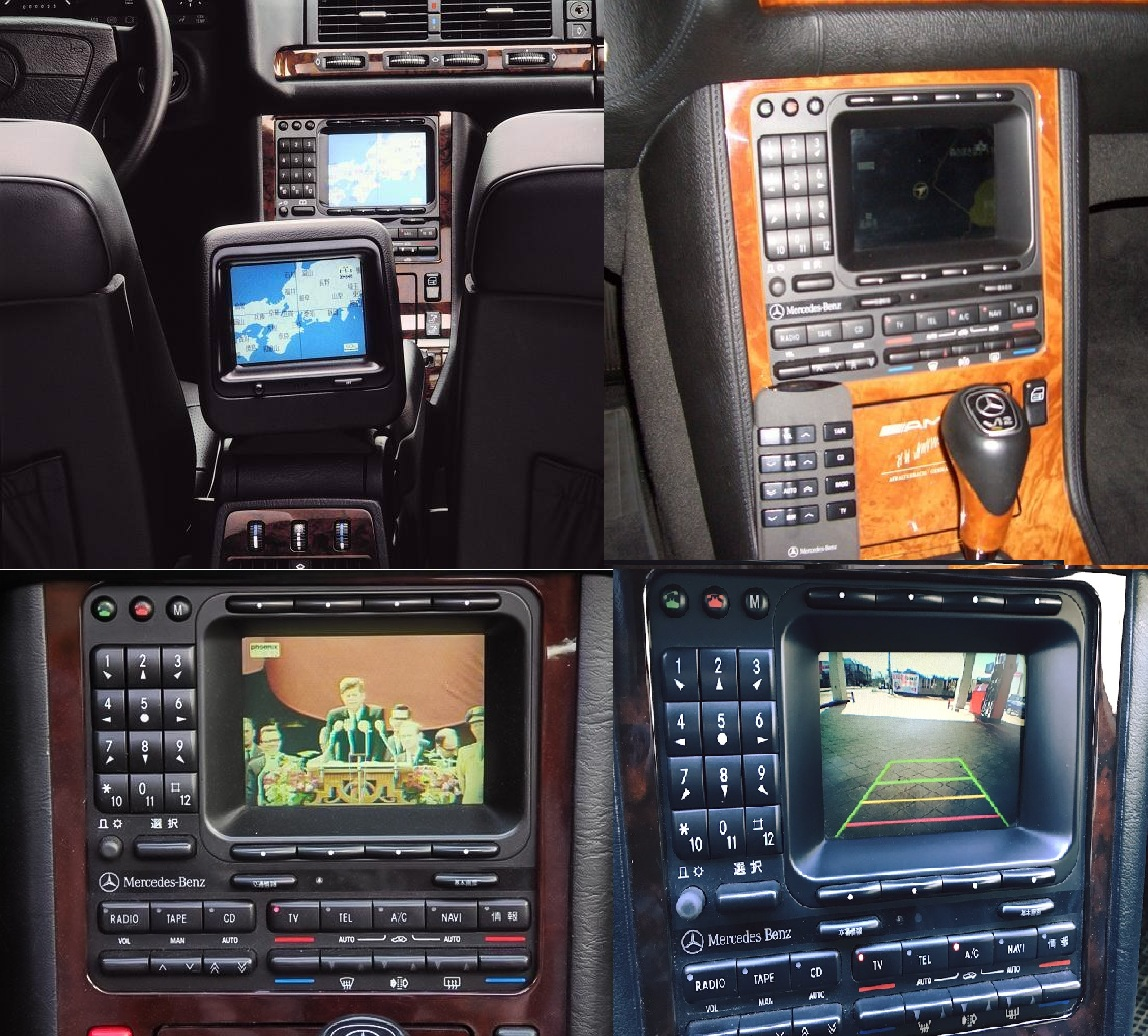
Ursprünglich für den japanischen Markt entwickelt: Navigationssystem mit Bildschirm, TV-Empfang und Autotelefon

- In der Baureihe 140 wurde eine Vernetzung von Steuergeräten über den CAN-Bus realisiert (fünf CAN-Bus-Knoten).
- Die aus dem Mercedes 190 bekannte Mehrlenkerhinterachse („Raumlenkerachse“) wurde nun auch in der S-Klasse verwendet.[14]
- Bei der Konstruktion wurde auf die Möglichkeit zum weitgehenden Recycling des Fahrzeugs Wert gelegt. Dafür wurden auch kleinste Kunststoffteile nach Sorten gekennzeichnet. Hauptsächlich deswegen wurde der S-Klasse 1992 der US-amerikanische „Stratospheric Ozone Protection Award“ der Environmental Protection Agency (EPA) verliehen.
- Ab 1992 hatten auch die Sechszylinder eine Verstellung der Einlassnockenwelle.[14]
- Mercedes war mit der ab 1996 in der Baureihe 140 eingeführten optionalen Sprachsteuerung (LINGUATRONIC) der weltweit erste Hersteller, der ein solches System anbot. Es erlaubt die sprecherunabhängige Steuerung des fest eingebauten Autotelefons von AEG.
- Die heute in vielen Fahrzeugen vorhandene Einparkhilfe auf Ultraschallbasis (Markteinführung Toyota 1982) wurde ab Mai 1995 erstmals in der S-Klasse unter der Produktbezeichnung PARKTRONIC als Option angeboten; beim S 600 war sie serienmäßig. Zuvor baute Mercedes-Benz in den hinteren Kotflügeln Peilstäbe ein, die bei Einlegen des Rückwärtsganges etwa 6,5 und ab Juli 1993 8,5 Zentimeter[15] ausfuhren und das Rangieren des großen Fahrzeuges erleichtern sollten.[16][17][14]
- Eine weitere wichtige Neuentwicklung war das Elektronische Stabilitätsprogramm (ESP) 1995, das in Zusammenarbeit mit dem Unternehmen Bosch entwickelt wurde und seit 2014 in der EU für alle Neufahrzeuge Pflichtausstattung ist.[18]
- Die Innovation des SL (R 129) von 1989, das Adaptive Dämpfungs-System (ADS), eine elektronische Dämpferkontrolle, wurde 1991 auch im W 140 eingeführt.
- Erstmals wurde für die Seitenscheiben serienmäßig doppeltes Verbundsicherheitsglas verwendet, um die Wärme- und Schalldämmung zu verbessern.
- Der Kofferraumdeckel hatte einen pneumatisch ausfahrbaren Griff.[19]
- Für Komfortfunktionen waren bis zu 60 Elektromotoren eingebaut.[20]

### Erste Modellpflege
Auf dem Genfer Auto-Salon im März 1994 präsentierte Mercedes-Benz das überarbeitete Modell der Baureihe 140.
Der Einzug der unteren Partien der Stoßfänger und Flankenschutzflächen war ausgeprägter, zudem wurde beides durch eine umlaufende Sicke horizontal gegliedert. Das Kühlerschutzgitter und die Scheinwerfer wurden verändert, sie erschienen breiter. Die Sechszylinder- und Achtzylindermodelle erhielten ein neu gestaltetes Kühlergitter mit einer vertikalen Knickkante in der Mitte. Für die V12-Motoren kam gleichzeitig eine eigenständige Ausführung mit verchromten Querlamellen und deutlich verbreitertem Chromrahmen zum Einsatz. Auch die Heckpartie wurde überarbeitet: Das Heck erschien insgesamt breiter und niedriger. Einige Monate nach der Präsentation des Faceliftmodells wurden auch die Außenspiegel leicht abgerundet und mit einer horizontal verlaufenden Sicke versehen.

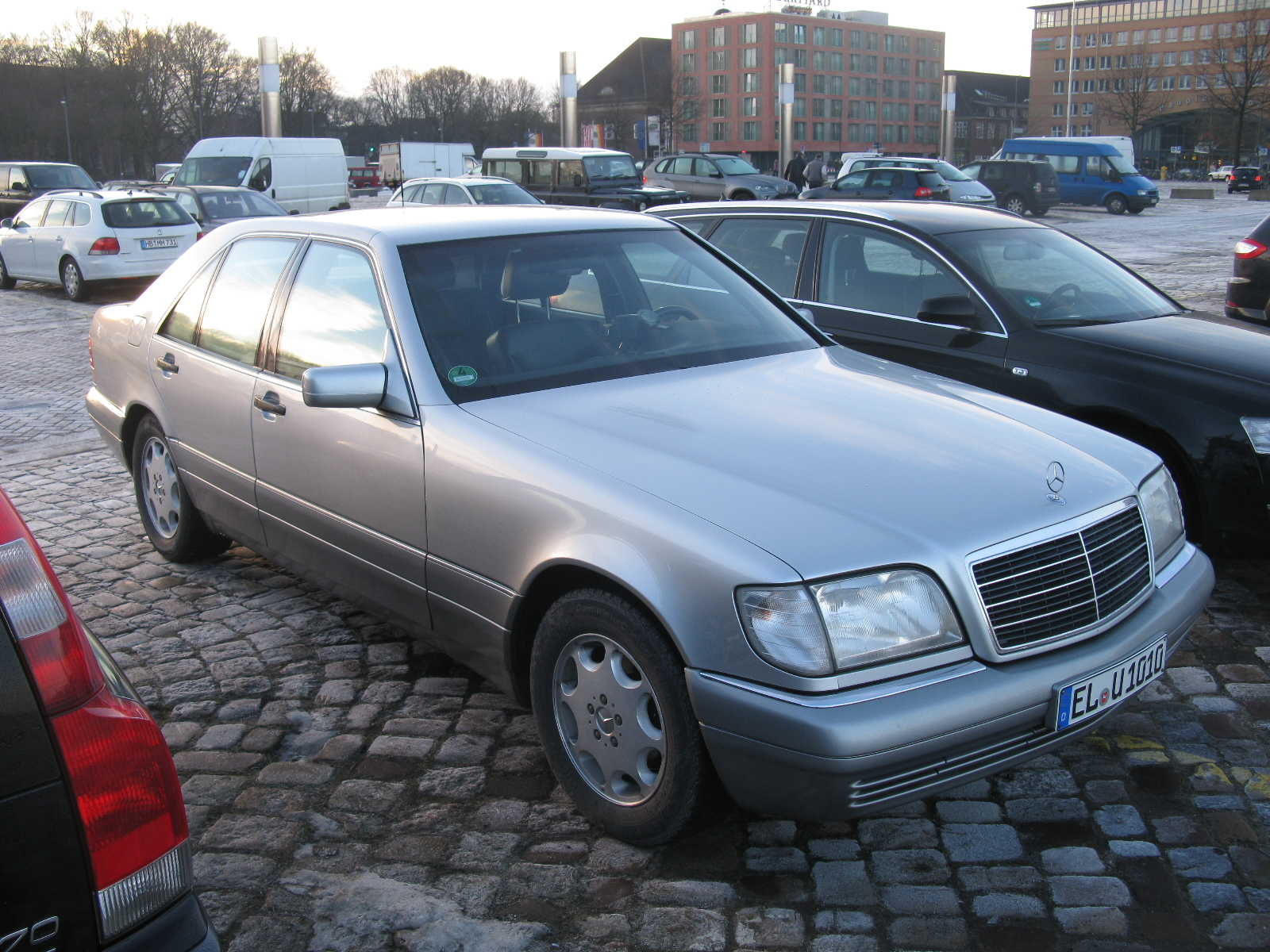
Mercedes-Benz S 320, alle 1995
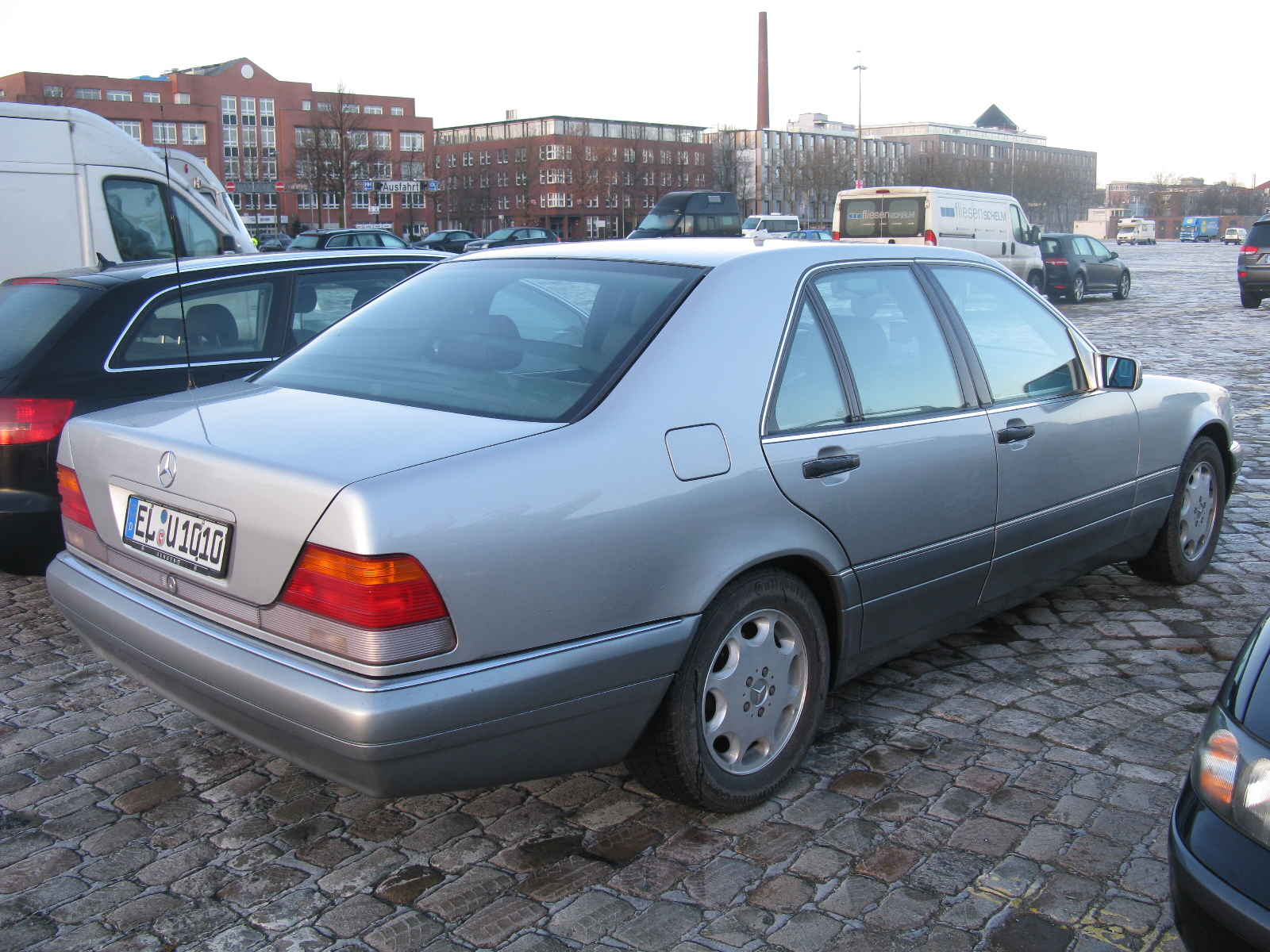
Mercedes-Benz S 320
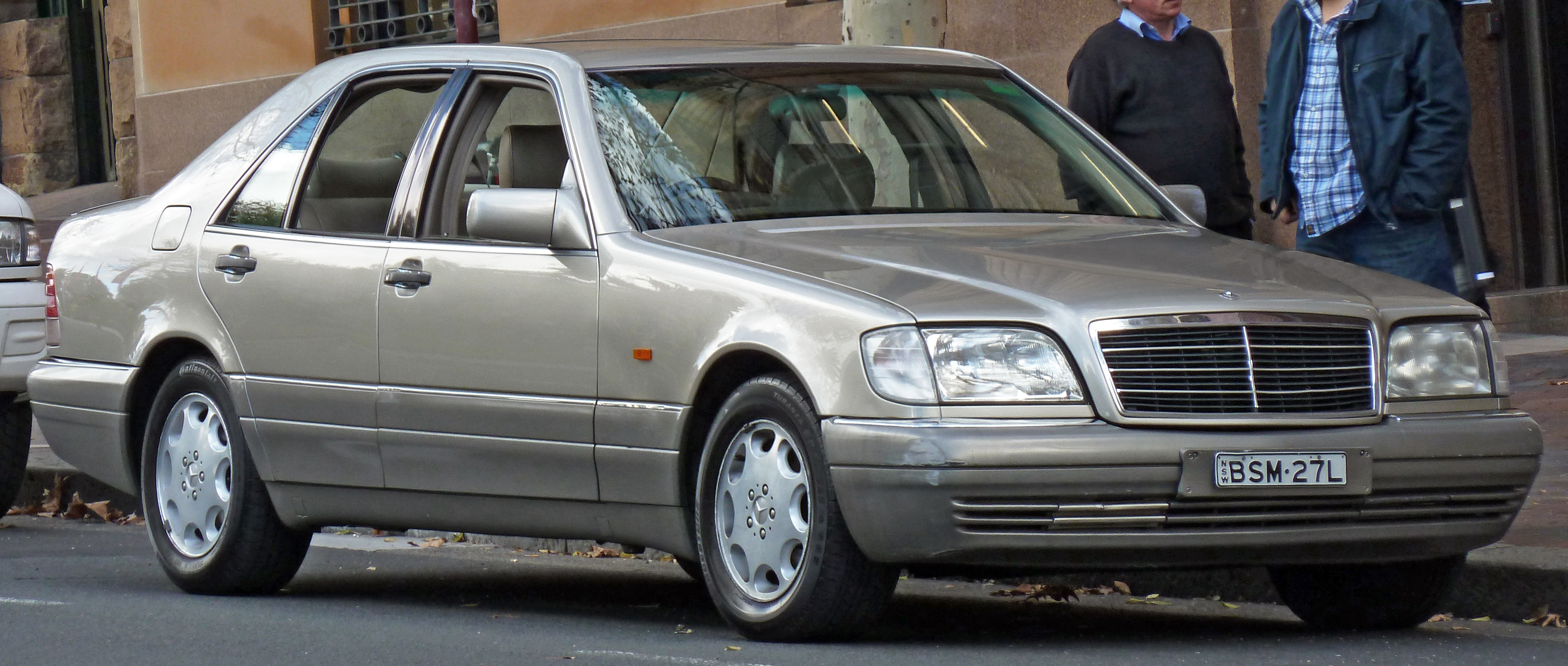
Mercedes-Benz S 500
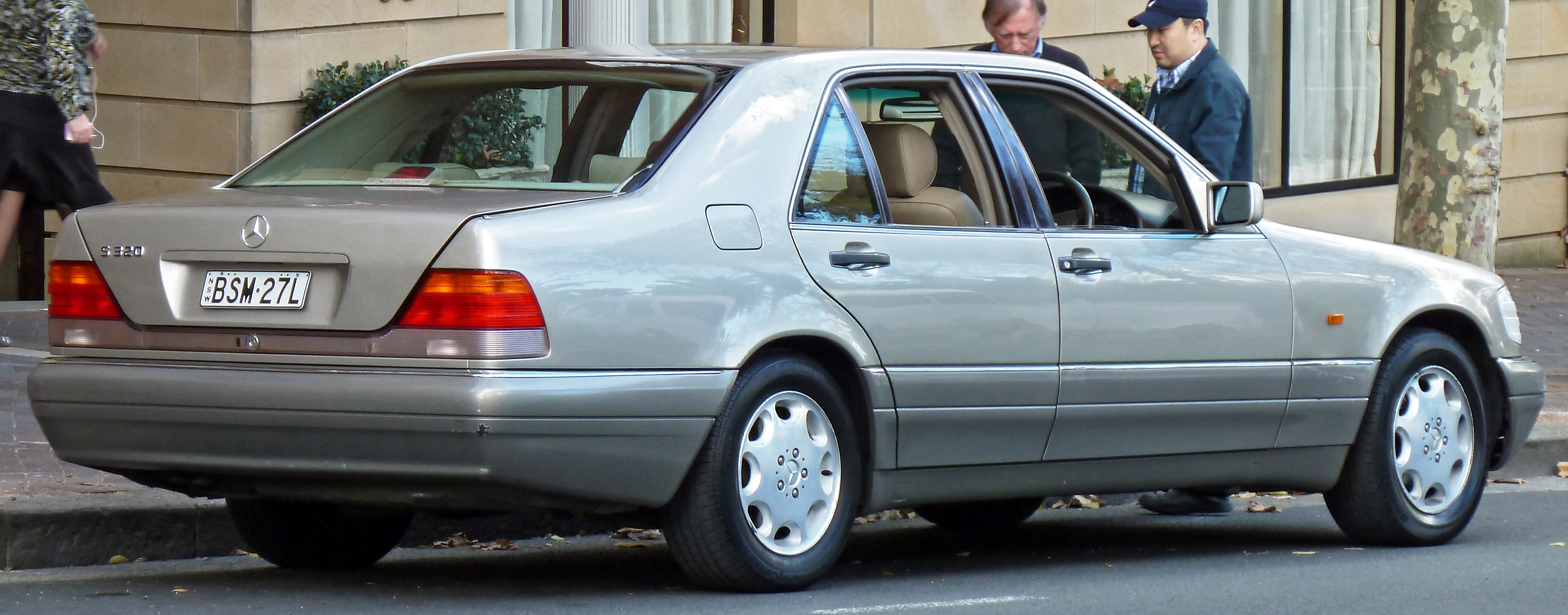
Mercedes-Benz S 500
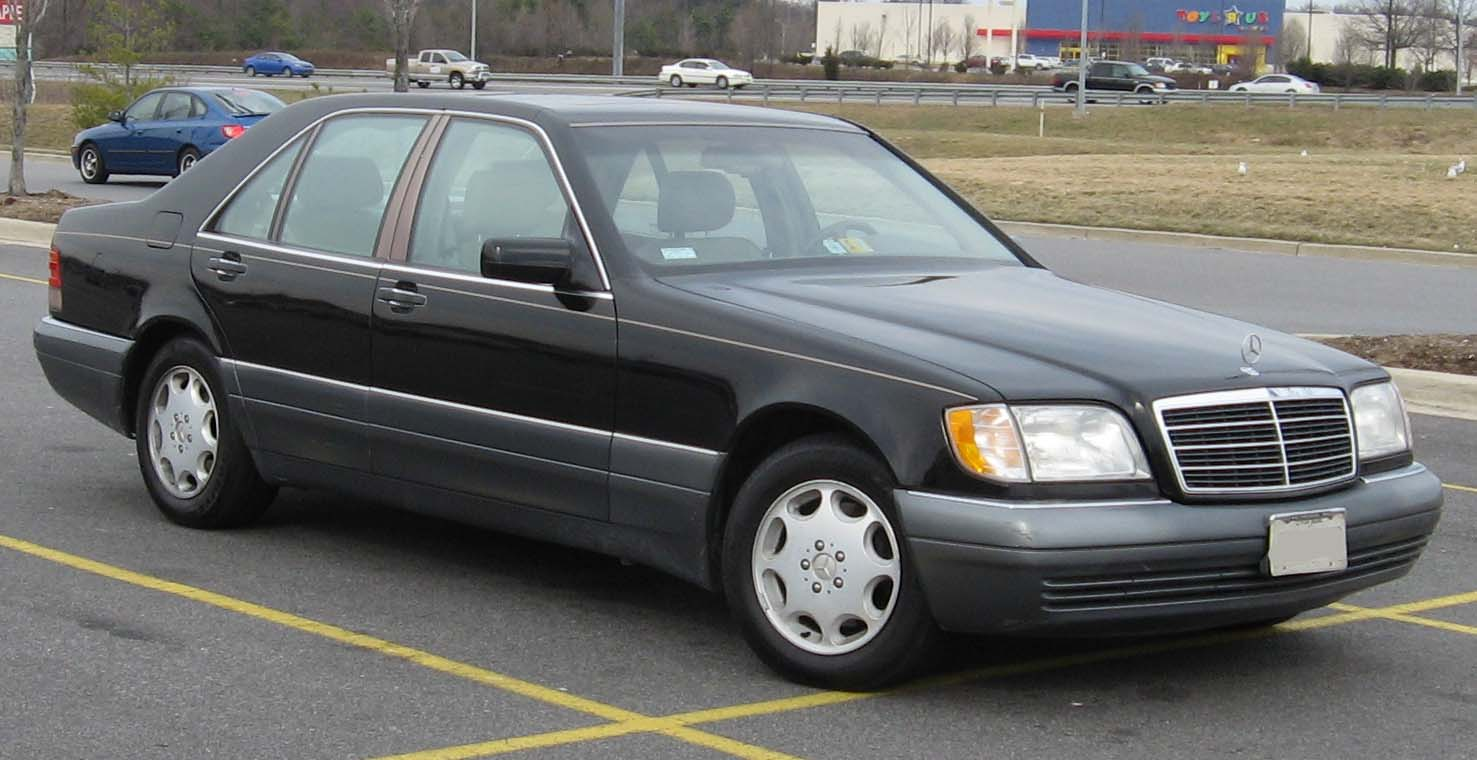
Mercedes-Benz S 500 (USA)

### Zweite Modellpflege
Eine zweite Überarbeitung gab es im Juni 1996. Einige Anbauteile, die zuvor in Kontrastfarbe gehalten waren, waren nun in Wagenfarbe erhältlich. Zudem erhielten die in die Rückleuchten integrierten Blinker eine weiße Abdeckung. Weitere Veränderungen waren:
- Das 5-Gang-Automatikgetriebe mit Wandler-Überbrückungskupplung und elektronischer Steuerung war nun bei allen Typen (außer beim S 280) Serienausstattung.
- Die Antriebsschlupfregelung (ASR) war nun serienmäßig
- Serienmäßige Ausrüstung aller Modelle mit seitlichen Airbags für Fahrer und Beifahrer
- Sitzbelegungserkennung für die Auslösung des Beifahrer-Airbags
- Regensensor, der das Wischintervall abhängig von der Regenmenge regelt
- Gepäcknetze im Kofferraum und Beifahrerfußraum
- Xenon-Scheinwerfer (nur für Abblendlicht) mit Scheinwerfer-Reinigungsanlage und dynamischer Leuchtweitenregulierung (Sonderwunsch)

Es gab weitere Änderungen in der Serienproduktion, die nicht zu diesen Modellpflege-Zeitpunkten eingeführt wurden, wie etwa die serienmäßig in allen Modellen verfügbare Wegfahrsperre im Dezember 1993.

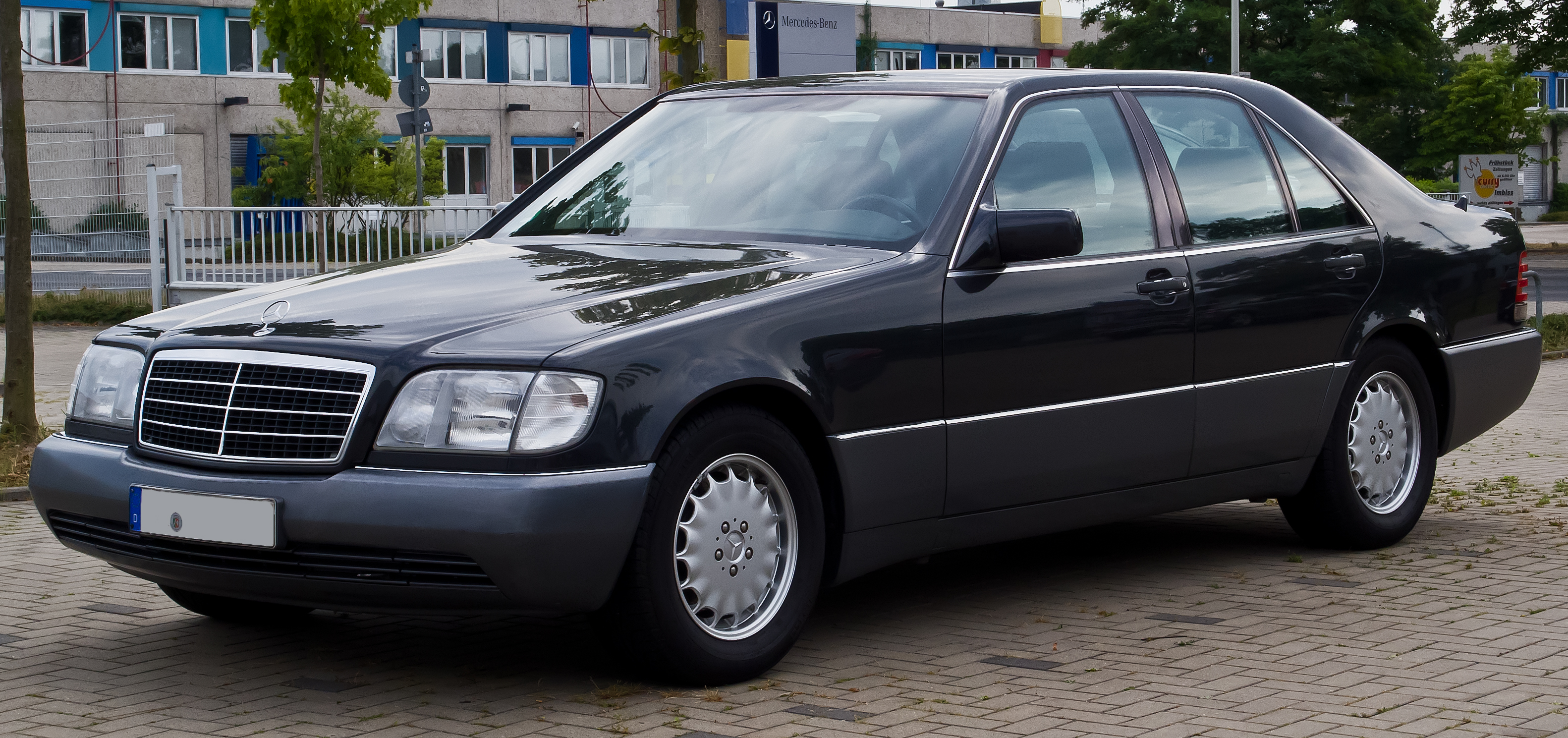
Mercedes-Benz S 320
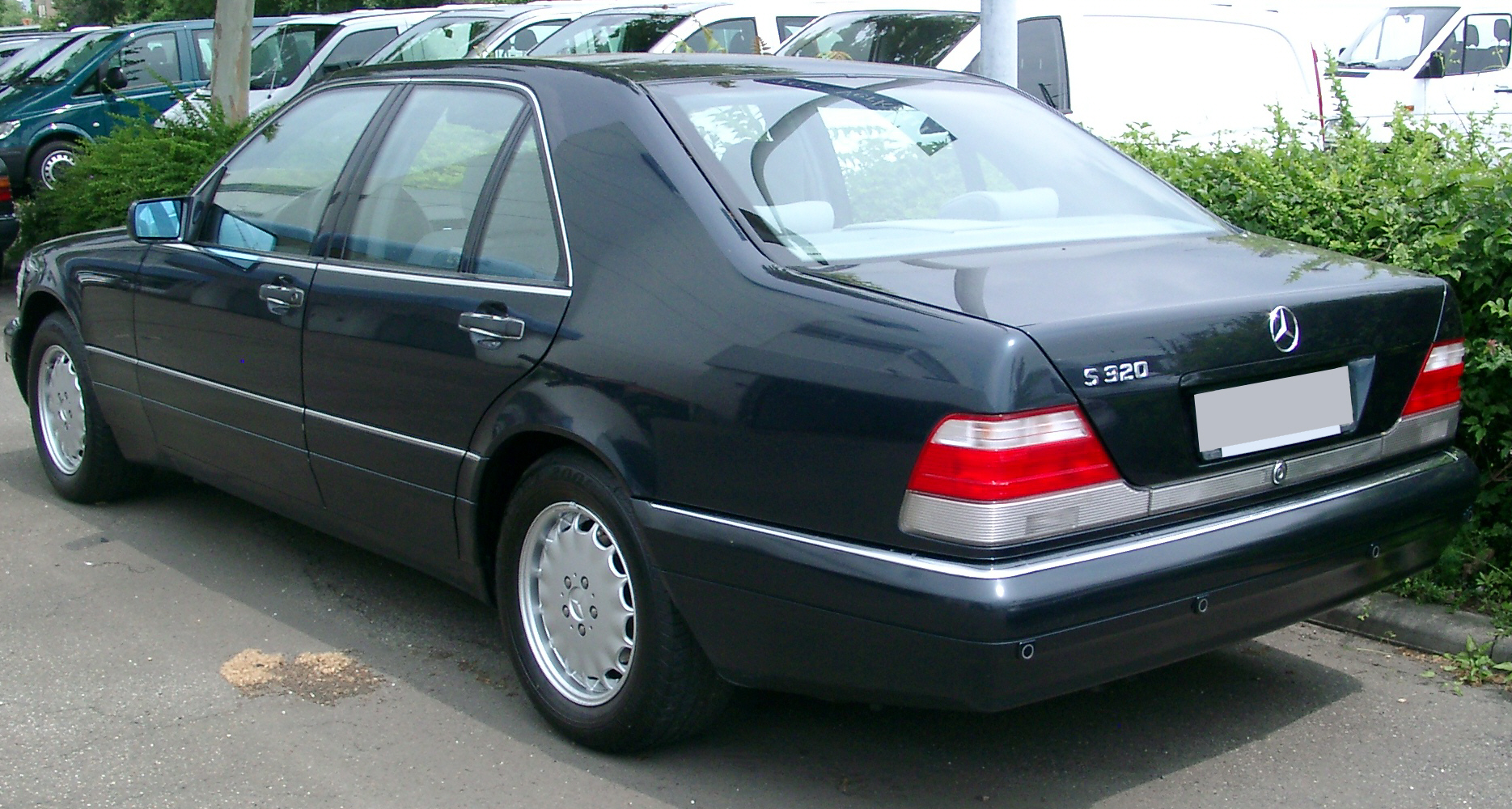
Mercedes-Benz S 320
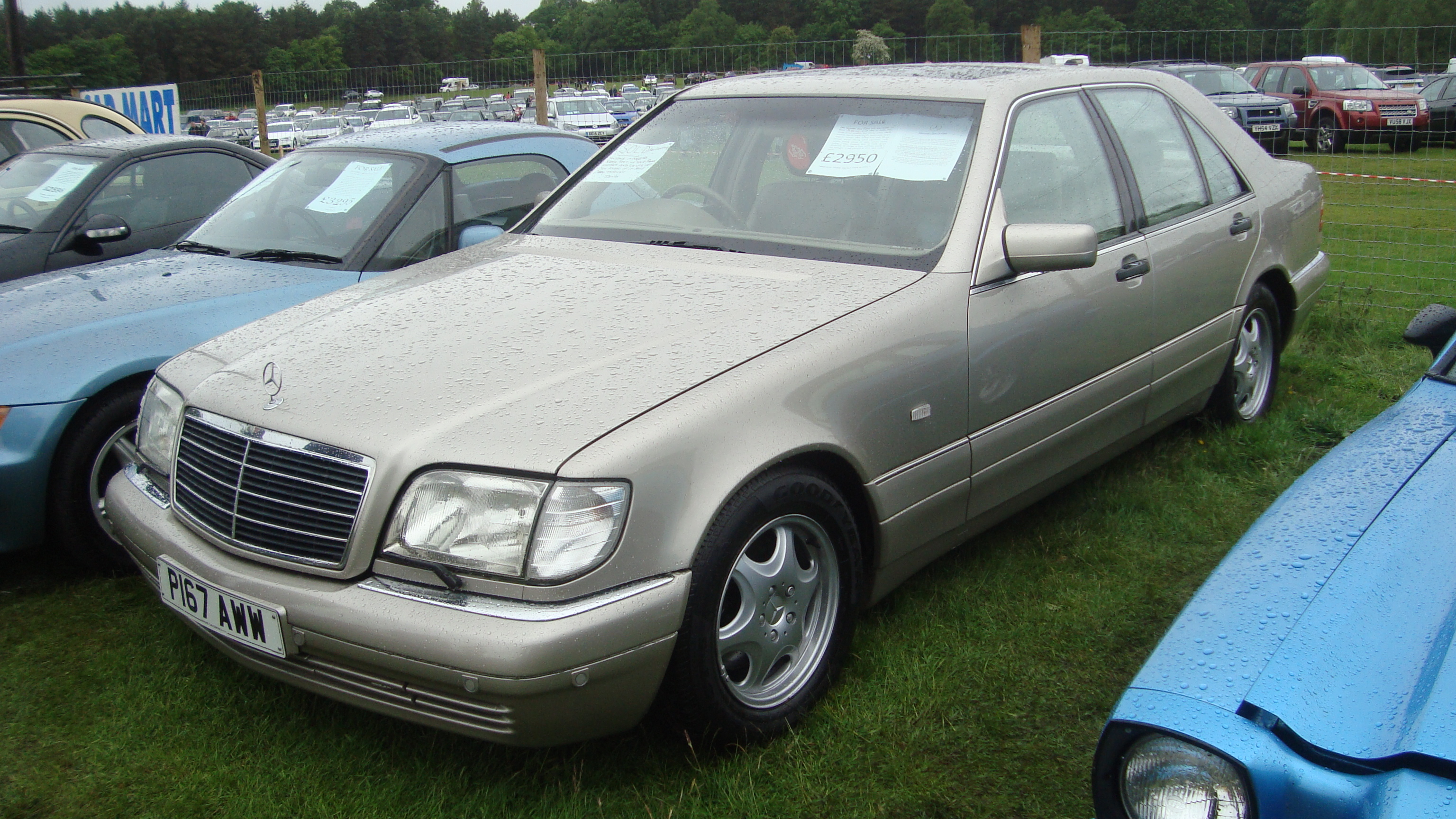
Mercedes-Benz S 320
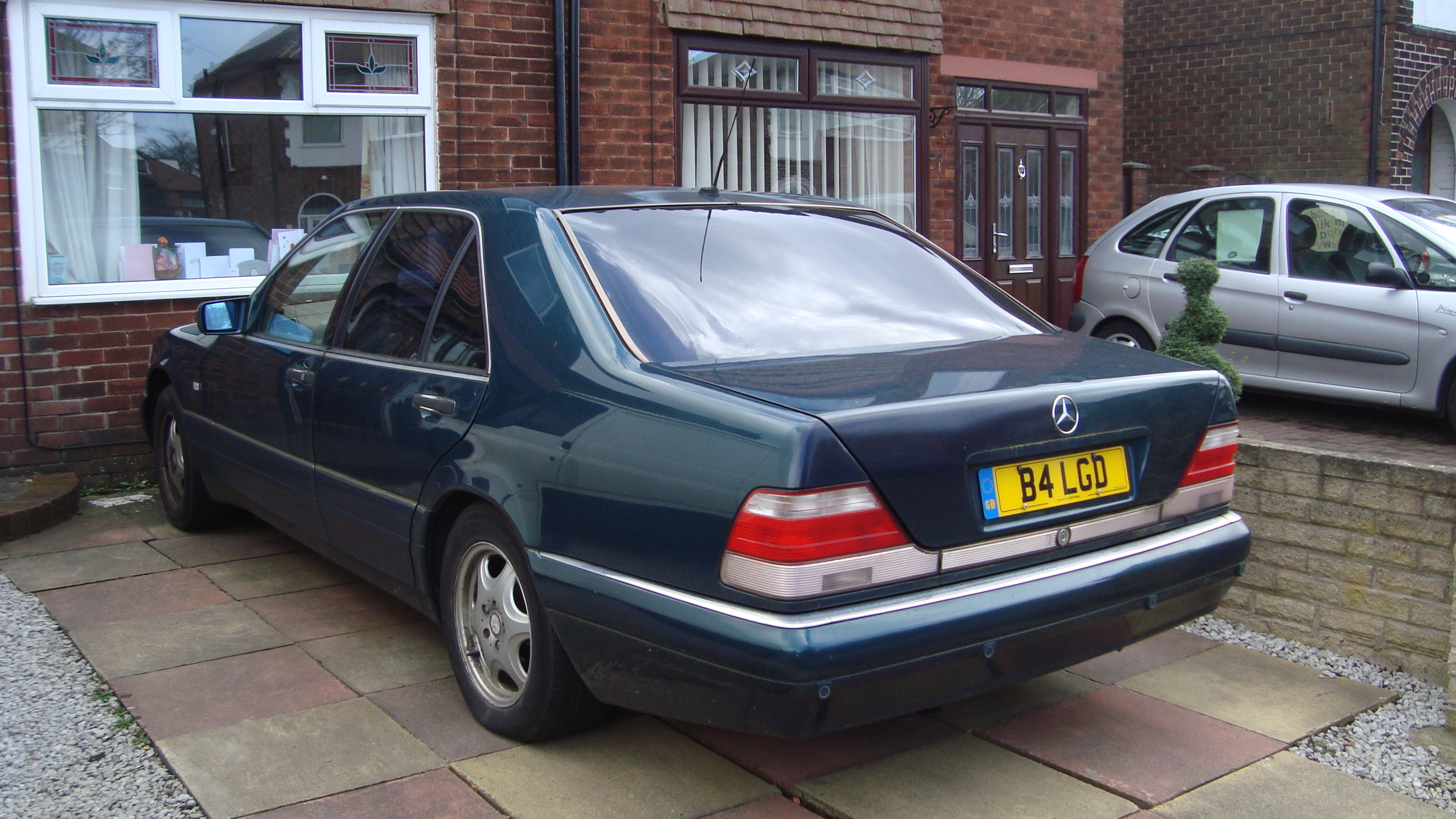
Mercedes-Benz S 420
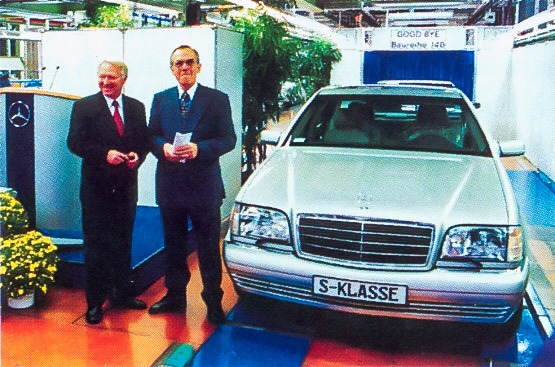
Einstellung der Mercedes-Benz S-Klasse 1998

## Motoren
Die Motorenpalette reicht bei den Ottomotoren von Sechszylinder-Reihenmotoren über Achtzylinder-V-Motoren bis zu einem Zwölfzylinder-V-Motor. Der V12-Motor im S 600 und S 600 Lang kostete einen Aufpreis von 65.000 DM gegenüber dem Achtzylinder, das war ein Drittel des Gesamtpreises. Ursprünglich war sogar ein 800 SEL mit Sechzehnzylindermotor und rund 397 kW (540 PS) als Spitzenmodell geplant. Aufgrund der Kritik seitens der Presse bei Erscheinen der Baureihe 140 wurde von einer Markteinführung des fertig entwickelten V16 abgesehen.
Der kleinste Motor im S 280 bietet eine Leistung von 142 kW (193 PS) bei 5500/min und beschleunigt das Fahrzeug auf eine Höchstgeschwindigkeit von 215 km/h. Der Grundpreis für den S 280 betrug bei seiner Markteinführung 88.467,50 DM und bei der Einstellung der Produktion im April 1998 92.104,00 DM. Ab 1992 war auch ein Dieselmotor als Sechszylinder-Vorkammerdiesel mit Turbolader erhältlich, der nur in den Limousinen angeboten wurde. Das Triebwerk hat 3,5 Liter Hubraum und leistet 110 kW (150 PS). Der Nachfolger des S 350 Turbodiesel war 1996 der S 300 Turbodiesel, nun ein 24-Ventil-Motor. Dieses Triebwerk leistet 130 kW (177 PS), die Höchstgeschwindigkeit beträgt 206 km/h. Die Höchstgeschwindigkeit liegt bei den Ottomotoren im Bereich von 215 bis 250 km/h (bei S 500 und S 600, abgeregelt) und bei den Dieselmotoren im Bereich von 185 bis 206 km/h.

### Ottomotoren

#### Sechszylinder
| Kenngrößen                                                         | 300 SE 2.8                                                 | S 280                                                                                                | 300 SE                                                     | S 320 |
| Bauzeitraum                                                        | 1992–1993                                                  | 1993–1998                                                                                            | 1991–1993                                                  | 1993–1998                                                                                                   |
| Motorkenndaten                                                     |                                                            | |                                                            | |
| Motorbezeichnung *                                                 | M 104 E 28                                                 | M 104 E 28                                                                                           | M 104 E 32                                                 | M 104 E 32                                                                                                  |
| Motortyp                                                           | R6-Ottomotor                                               | R6-Ottomotor                                                                                         | R6-Ottomotor                                               | R6-Ottomotor                                                                                                |
| Anzahl Ventile pro Zylinder                                        | 4                                                          | 4 | 4                                                          | 4 |
| Ventilsteuerung                                                    | DOHC, Kette                                                | DOHC, Kette                                                                                          | DOHC, Kette                                                | DOHC, Kette                                                                                                 |
| Gemischaufbereitung                                                | Saugrohreinspritzung                                       | Saugrohreinspritzung                                                                                 | Saugrohreinspritzung                                       | Saugrohreinspritzung                                                                                        |
| Motoraufladung                                                     | —                                                          | — | —                                                          | — |
| Kühlung                                                            | Wasserkühlung                                              | Wasserkühlung                                                                                        | Wasserkühlung                                              | Wasserkühlung                                                                                               |
| Bohrung × Hub                                                      | 89,9 × 73,5 mm                                             | 89,9 × 73,5 mm                                                                                       | 89,9 × 84,0 mm                                             | 89,9 × 84,0 mm                                                                                              |
| Hubraum                                                            | 2799 cm³                                                   | 2799 cm³                                                                                             | 3199 cm³                                                   | 3199 cm³ |
| Verdichtungsverhältnis                                             | 10,0:1                                                     | 10,0:1                                                                                               | 10,0:1                                                     | 10,0:1 |
| max. Leistung                                                      | 142 kW (193 PS) bei 5500/min                               | 142 kW (193 PS) bei 5500/min                                                                         | 170 kW (231 PS) bei 5800/min                               | 170 kW (231 PS) bei 5600/min                                                                                |
| max. Drehmoment                                                    | 270 Nm bei 3750/min                                        | 270 Nm bei 3750/min                                                                                  | 310 Nm bei 4100/min                                        | 315 Nm bei 3750/min                                                                                         |
| Abgasnorm                                                          | Euro 1                                                     | Euro 1                                                                                               | Euro 1                                                     | Euro 1 |
| Kraftübertragung                                                   |                                                            | |                                                            | |
| Antrieb, serienmäßig                                               | Hinterradantrieb                                           | Hinterradantrieb                                                                                     | Hinterradantrieb                                           | Hinterradantrieb                                                                                            |
| Fahrwerk, serienmäßig                                              | Stahlfahrwerk                                              | Stahlfahrwerk                                                                                        | Stahlfahrwerk                                              | Stahlfahrwerk                                                                                               |
| Fahrwerk, optional                                                 | Adaptives Stahlfahrwerk                                    | Adaptives Stahlfahrwerk                                                                              | Adaptives Stahlfahrwerk                                    | Adaptives Stahlfahrwerk                                                                                     |
| Getriebe, serienmäßig                                              | 5-Gang-Schaltgetriebe                                      | 5-Gang-Schaltgetriebe                                                                                | 5-Gang-Schaltgetriebe                                      | 4-Stufen-Automatikgetriebe/ elektr. gest. 5-Stufen-Automatikgetriebe (1)                                    |
| Getriebe, optional                                                 | 4-Stufen-Automatikgetriebe/ 5-Stufen-Automatikgetriebe (2) | 4-Stufen-Automatikgetriebe/ 5-Stufen-Automatikgetriebe/ elektr. gest. 5-Stufen-Automatikgetriebe (3) | 4-Stufen-Automatikgetriebe/ 5-Stufen-Automatikgetriebe (2) | 5-Stufen-Automatikgetriebe                                                                                  |
| Messwerte                                                          |                                                            | |                                                            | |
| Höchstgeschwindigkeit                                              | 215 km/h (210 km/h/ 210 km/h)                              | 215 km/h (210 km/h/ 210 km/h/ 210 km/h)                                                              | 230 km/h (225 km/h/ 225 km/h)                              | 225 km/h/ 225 km/h (225 km/h)                                                                               |
| Beschleunigung, 0–100 km/h                                         | 11,0 s (11,0 s/ 11,0 s)                                    | 10,8 s (10,6 s/ 10,6 s/ 10,6 s)                                                                      | 8,9 s (8,6 s/ 8,6 s)                                       | 8,9 s/ 8,9 s (8,9 s)                                                                                        |

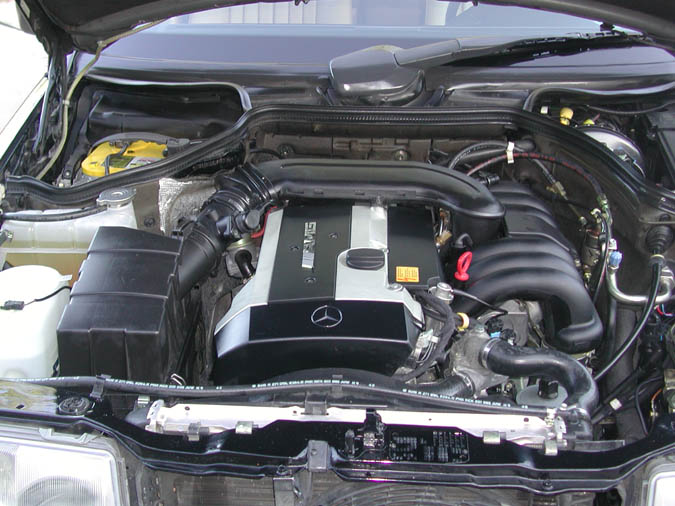
Mercedes-Benz M 104

| Kraftstoffverbrauch auf 100 km Superbenzin                         | 8,6 / 10,6 / 15,6 l (Handschalter)                         | 8,6 / 10,6 / 15,6 l (Handschalter)                                                                   | 9,5 / 11,6 / 17,6 l (Handschalter)                         | 9,6 / 11,6 / 14,5 l (Viergangautomatik) 8,7 / 10,7 / 14,5 l (5-Gang-Automatik mit elektronischer Steuerung) |
| CO2-Emission (kombiniert)                                          | 275 g/km (280 g/km/ 270 g/km)                              | 275 g/km (280 g/km/ 270 g/km/ 263 g/km)                                                              | 306 g/km (303 g/km/ 289 g/km)                              | 282 g/km/ 268 g/km (273 g/km)                                                                               |
| Alternative Verbrauchsangabe/ Testverbrauch auf 100 km Superbenzin | 13,8 l / - /                                               | 13,9 l / 13,3 l / - / -                                                                              | etwa 10 l („gemächliche Fahrweise“) / - / 15,5 l / 17,3 l  | etwa 10 l („gemächliche Fahrweise“) / - / 13,8 l / -                                                        |

#### Achtzylinder

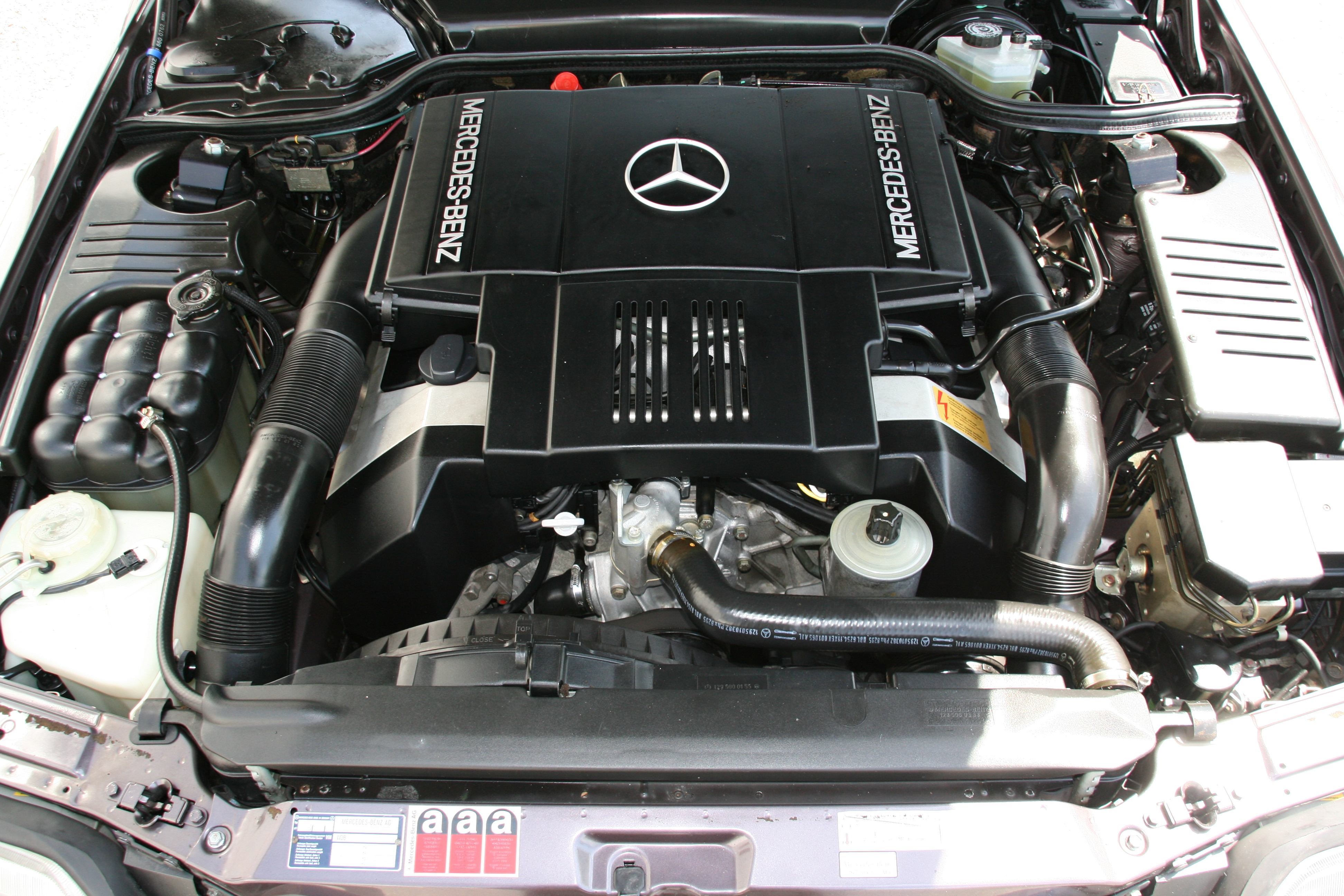
Mercedes-Benz M 119

| Kenngrößen                                 | 400 SE                                                   | S 420                                                                    | 500 SE                                                   | S 500                                                                    |
| Bauzeitraum                                | 1991–1993                                                | 1993–1998                                                                | 1991–1993                                                | 1993–1998                                                                |
| Motorkenndaten                             |                                                          |                                                                          |                                                          |                                                                          |
| Motorbezeichnung *                         | M 119 E 42                                               | M 119 E 42                                                               | M 119 E 50                                               | M 119 E 50                                                               |
| Motortyp                                   | V8-Ottomotor                                             | V8-Ottomotor                                                             | V8-Ottomotor                                             | V8-Ottomotor                                                             |
| Anzahl Ventile pro Zylinder                | 4                                                        | 4                                                                        | 4                                                        | 4                                                                        |
| Ventilsteuerung                            | 2 × DOHC, Kette                                          | 2 × DOHC, Kette                                                          | 2 × DOHC, Kette                                          | 2 × DOHC, Kette                                                          |
| Gemischaufbereitung                        | Saugrohreinspritzung                                     | Saugrohreinspritzung                                                     | Saugrohreinspritzung                                     | Saugrohreinspritzung                                                     |
| Motoraufladung                             | —                                                        | —                                                                        | —                                                        | —                                                                        |
| Kühlung                                    | Wasserkühlung                                            | Wasserkühlung                                                            | Wasserkühlung                                            | Wasserkühlung                                                            |
| Bohrung × Hub                              | 92,0 × 78,9 mm                                           | 92,0 × 78,9 mm                                                           | 96,5 × 85,0 mm                                           | 96,5 × 85,0 mm                                                           |
| Hubraum                                    | 4196 cm³                                                 | 4196 cm³                                                                 | 4973 cm³                                                 | 4973 cm³                                                                 |
| Verdichtungsverhältnis                     | 10,0:1                                                   | 11,0:1                                                                   | 10,0:1                                                   | 10,0:1                                                                   |
| max. Leistung                              | 210 kW (286 PS) bei 5700/min                             | 205 kW (279 PS) bei 5700/min                                             | 240 kW (326 PS) bei 5700/min                             | 235 kW (320 PS) bei 5600/min                                             |
| max. Drehmoment                            | 410 Nm bei 3900/min                                      | 400 Nm bei 3900/min                                                      | 480 Nm bei 3900/min                                      | 470 Nm bei 3900/min                                                      |
| Abgasnorm                                  | Euro 1                                                   | Euro 1                                                                   | Euro 1                                                   | Euro 1                                                                   |
| Kraftübertragung                           |                                                          |                                                                          |                                                          |                                                                          |
| Antrieb, serienmäßig                       | Hinterradantrieb                                         | Hinterradantrieb                                                         | Hinterradantrieb                                         | Hinterradantrieb                                                         |
| Fahrwerk, serienmäßig                      | Stahlfahrwerk                                            | Stahlfahrwerk                                                            | Stahlfahrwerk                                            | Stahlfahrwerk                                                            |
| Fahrwerk, optional                         | Adaptives Stahlfahrwerk (Adaptives Dämpfungs-System ADS) | Adaptives Stahlfahrwerk (Adaptives Dämpfungs-System ADS)                 | Adaptives Stahlfahrwerk (Adaptives Dämpfungs-System ADS) | Adaptives Stahlfahrwerk (Adaptives Dämpfungs-System ADS)                 |
| Getriebe, serienmäßig                      | 4-Stufen-Automatikgetriebe                               | 4-Stufen-Automatikgetriebe/ elektr. gest. 5-Stufen-Automatikgetriebe (1) | 4-Stufen-Automatikgetriebe                               | 4-Stufen-Automatikgetriebe/ elektr. gest. 5-Stufen-Automatikgetriebe (1) |
| Messwerte                                  |                                                          |                                                                          |                                                          |                                                                          |
| Höchstgeschwindigkeit                      | 245 km/h                                                 | 245 km/h/ 245 km/h                                                       | 250 km/h                                                 | 250 km/h/ 250 km/h                                                       |
| Beschleunigung, 0–100 km/h                 | 7,6 s                                                    | 8,3 s/ 8,3 s                                                             | 6,7 s                                                    | 7,3 s/ 7,3 s                                                             |
| Kraftstoffverbrauch auf 100 km Superbenzin | 12,2 l                                                   | (90/120 km/h /Stadtzyklus) 9,7 / 11,7 / 16,0 l/ 8,4 / 10,0 / 15,8 l      | 12,3 l                                                   | 11,9 l/ 11,5 l                                                           |
| CO2-Emission (kombiniert)                  | 308 g/km                                                 | 296 g/km 270 g/km                                                        | 320 g/km                                                 | 308 g/km 287 g/km                                                        |
| Testverbrauch auf 100 km Superbenzin       | 16,9 l                                                   | 16,3 l / 15,6 l                                                          | 18,7 l                                                   | - / 15,1 l                                                               |

#### Zwölfzylinder

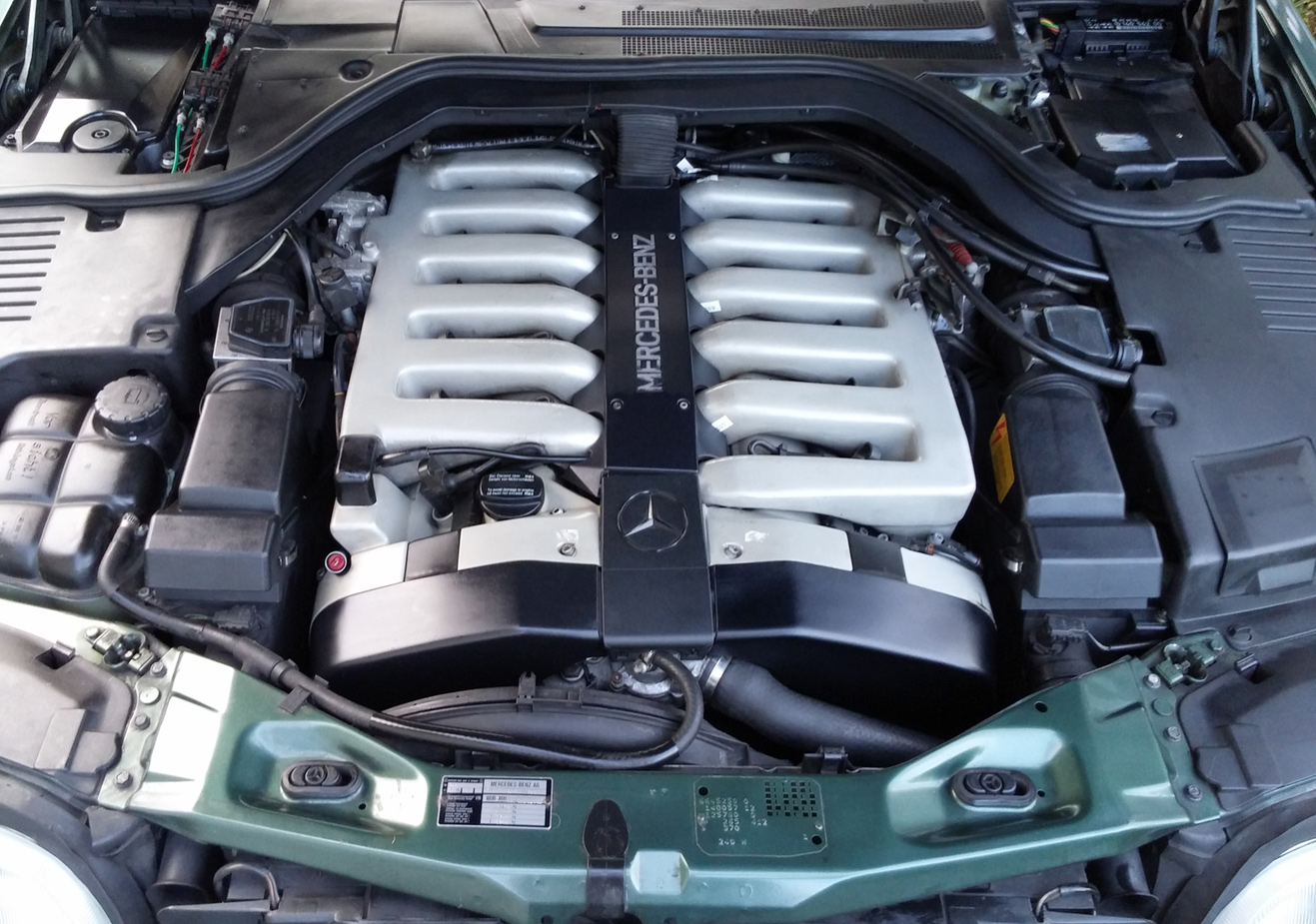
M 120 E 60 VA 300 kW/408 PS (1991)

| Kenngrößen                                                         | 600 SE                                                          | S 600                                                                    |
| Bauzeitraum                                                        | 1991–1993                                                       | 1993–1998                                                                |
| Motorkenndaten                                                     |                                                                 |                                                                          |
| Motorbezeichnung *                                                 | M 120 E 60                                                      | M 120 E 60                                                               |
| Motortyp                                                           | V12-Ottomotor                                                   | V12-Ottomotor                                                            |
| Anzahl Ventile pro Zylinder                                        | 4                                                               | 4                                                                        |
| Ventilsteuerung                                                    | 2 × DOHC, Kette                                                 | 2 × DOHC, Kette                                                          |
| Gemischaufbereitung                                                | Saugrohreinspritzung                                            | Saugrohreinspritzung                                                     |
| Motoraufladung                                                     | —                                                               | —                                                                        |
| Kühlung                                                            | Wasserkühlung                                                   | Wasserkühlung                                                            |
| Bohrung × Hub                                                      | 89,0 × 80,2 mm                                                  | 89,0 × 80,2 mm                                                           |
| Hubraum                                                            | 5987 cm³                                                        | 5987 cm³                                                                 |
| Verdichtungsverhältnis                                             | 10,0:1                                                          | 10,0:1                                                                   |
| max. Leistung                                                      | 300 kW (408 PS) bei 5200/min                                    | 290 kW (394 PS) bei 5200/min                                             |
| max. Drehmoment                                                    | 580 Nm bei 3800/min                                             | 570 Nm bei 3800/min                                                      |
| Abgasnorm                                                          | Euro 1                                                          | Euro 1                                                                   |
| Kraftübertragung                                                   |                                                                 |                                                                          |
| Antrieb, serienmäßig                                               | Hinterradantrieb                                                | Hinterradantrieb                                                         |
| Fahrwerk, serienmäßig                                              | Stahlfahrwerk                                                   | Stahlfahrwerk                                                            |
| Fahrwerk, optional                                                 | Adaptives Stahlfahrwerk                                         | Adaptives Stahlfahrwerk                                                  |
| Getriebe, serienmäßig                                              | 4-Stufen-Automatikgetriebe                                      | 4-Stufen-Automatikgetriebe/ elektr. gest. 5-Stufen-Automatikgetriebe (1) |
| Messwerte                                                          |                                                                 |                                                                          |
| Höchstgeschwindigkeit                                              | 250 km/h                                                        | 250 km/h/ 250 km/h                                                       |
| Beschleunigung, 0–100 km/h                                         | 6,0 s                                                           | 6,6 s/ 6,6 s                                                             |
| Kraftstoffverbrauch auf 100 km Superbenzin                         | 10,0 / 12,1 / 20,6 l Werte für 90 km/h / 120 km/h / Stadtzyklus | 10,0 / 12,1 / 20,6 l Werte für 90 km/h / 120 km/h / Stadtzyklus          |
| CO2-Emission (kombiniert)                                          | 365 g/km                                                        | 365 g/km 337 g/km                                                        |
| Alternative Verbrauchsangabe/ Testverbrauch auf 100 km Superbenzin | rund 20 l 20,7 l                                                | 18,8 l / -                                                               |

### Dieselmotoren
| Kenngrößen                            | 300 SD Turbo                 | S 350 Turbodiesel            | S 300 Turbodiesel                        |
| Bauzeitraum                           | 1992–1993                    | 1993–1996                    | 1996–1998                                |
| Motorkenndaten                        |                              |                              |                                          |
| Motorbezeichnung *                    | OM 603 D 35 A                | OM 603 D 35 A                | OM 606 D 30 LA                           |
| Motortyp                              | R6-Dieselmotor               | R6-Dieselmotor               | R6-Dieselmotor                           |
| Anzahl Ventile pro Zylinder           | 2                            | 2                            | 4                                        |
| Ventilsteuerung                       | OHC, Kette                   | OHC, Kette                   | DOHC, Kette                              |
| Gemischaufbereitung                   | Vorkammereinspritzung        | Vorkammereinspritzung        | Vorkammereinspritzung                    |
| Motoraufladung                        | Turbolader                   | Turbolader                   | Turbolader, Ladeluftkühler               |
| Kühlung                               | Wasserkühlung                | Wasserkühlung                | Wasserkühlung                            |
| Bohrung × Hub                         | 89,0 × 92,4 mm               | 89,0 × 92,4 mm               | 87,0 × 84,0 mm                           |
| Hubraum                               | 3449 cm³                     | 3449 cm³                     | 2996 cm³                                 |
| Verdichtungsverhältnis                | 22,0:1                       | 22,0:1                       | 22,0:1                                   |
| max. Leistung                         | 110 kW (150 PS) bei 4000/min | 110 kW (150 PS) bei 4000/min | 130 kW (177 PS) bei 4400/min             |
| max. Drehmoment                       | 310 Nm bei 2000/min          | 310 Nm bei 2000/min          | 330 Nm bei 1600–3600/min                 |
| Abgasnorm                             | Euro 1                       | Euro 1                       | Euro 1                                   |
| Kraftübertragung                      |                              |                              |                                          |
| Antrieb, serienmäßig                  | Hinterradantrieb             | Hinterradantrieb             | Hinterradantrieb                         |
| Fahrwerk, serienmäßig                 | Stahlfahrwerk                | Stahlfahrwerk                | Stahlfahrwerk                            |
| Fahrwerk, optional                    | Adaptives Stahlfahrwerk      | Adaptives Stahlfahrwerk      | Adaptives Stahlfahrwerk                  |
| Getriebe, serienmäßig                 | 4-Stufen-Automatikgetriebe   | 4-Stufen-Automatikgetriebe   | elektr. gest. 5-Stufen-Automatikgetriebe |
| Messwerte                             |                              |                              |                                          |
| Höchstgeschwindigkeit                 | 185 km/h                     | 185 km/h                     | 206 km/h                                 |
| Beschleunigung, 0–100 km/h            | 12,9 s                       | 12,9 s                       | 11,2 s                                   |
| Kraftstoffverbrauch auf 100 km Diesel | 7,7 / 9,7 / 11,7 l           | 7,7 / 9,7 / 11,7 l           | 6,7 / 8,7 / 11,2 l                       |
| CO2-Emission (kombiniert)             | 257 g/km                     | 257 g/km                     | 236 g/km                                 |
| Testverbrauch auf 100 km Diesel       | 12,6 l                       | 8,4–12,9 l                   | 13,1 l                                   |

* Die Motorbezeichnung ist wie folgt verschlüsselt:
M = Motor (Otto), OM = Ölmotor (Diesel), Baureihe = 3-stellig, D = Direkteinspritzung, E = Saugrohreinspritzung, Hubraum = Deziliter (gerundet), L = Ladeluftkühlung, A = Abgasturbolader

### Bemerkung
Die Volllastanreicherung und die damit einhergehende Leistungssteigerung entfiel für alle Modelle ab September 1992. Die neue Nomenklatur S 500 statt 500 SE trat allerdings erst ab Juni 1993 in Kraft. In der Zwischenzeit wurden also auch Fahrzeuge mit der Bezeichnung 500 SE(L) mit der bereits verringerten Leistung gebaut. Das Gleiche gilt für die Modelle S 320/300 SE(L), S 420/400 SE(L) und S 600/600 SE(L).

## Produktionszahlen W 140
Gesamtproduktion 406.717 Fahrzeuge von 1990 bis 2000
| Jahr       | 1990 | 1991   | 1992   | 1993   | 1994   | 1995   | 1996   | 1997   | 1998   | 1999 | 2000 | Summe   |
| ---------- | ---- | ------ | ------ | ------ | ------ | ------ | ------ | ------ | ------ | ---- | ---- | ------- |
| 300 SE 2.8 |      |        | 9      | 3.675  | 6.085  | 6.584  | 3.522  | 2.014  | 922    |      |      | 22.811  |
| 300 SE     | 29   | 17.348 | 24.081 | 10.368 | 9.763  | 11.556 | 9.746  | 7.796  | 6.695  |      |      | 97.382  |
| 300 SEL    | 22   | 3.657  | 9.412  | 12.529 | 13.485 | 13.903 | 10.882 | 13.379 | 7.944  |      |      | 85.213  |
| 400 SE     | 10   | 4.650  | 4.862  | 841    | 1.068  | 1.026  | 934    | 644    | 202    |      |      | 14.237  |
| 400 SEL    | 11   | 831    | 5.177  | 5.140  | 5.410  | 5.233  | 4.757  | 5.418  | 3.215  |      |      | 35.192  |
| 500 SE     | 20   | 3.729  | 6.236  | 1.805  | 2.675  | 2.920  | 2.265  | 1.546  | 525    |      |      | 21.721  |
| 500 SEL    | 40   | 8.196  | 12.656 | 8.775  | 8.627  | 8.570  | 6.898  | 7.116  | 4.239  | 46   | 1    | 65.164  |
| 600 SE     | 3    | 1.428  | 835    | 221    | 285    | 238    | 140    | 100    | 36     |      |      | 3.286   |
| 600 SEL    | 25   | 7.161  | 7.497  | 3.165  | 3.615  | 3.345  | 3.388  | 2.477  | 1.217  | 94   | 6    | 31.990  |
| 350 SD     |      | 615    | 1.314  | 6.784  | 5.541  | 4.862  | 936    |        |        |      |      | 20.052  |
| S 300 DT   |      |        |        |        |        | 9      | 2.410  | 3.383  | 1.781  |      |      | 7.583   |
| Summe      | 160  | 47.615 | 72.079 | 53.303 | 56.554 | 58.246 | 45.878 | 43.873 | 26.776 | 140  | 7    | 406.717 |

## AMG-Version

Mercedes-Benz S 600 L Kombi

Von der Baureihe 140 wurde nur ein AMG-Modell mit Optik- und Fahrwerkspaket („AMG S-Klasse“) angeboten. Jedoch wurden bei AMG einige Limousinen und Coupés auch auf der Motorseite modifiziert. Auf Basis des 500er mit V8-Motor baute AMG einige der aus dem E und SL 60 AMG bekannten Motoren in die S-Klasse ein. Der 6-Liter-V8 leistete 280 kW (381 PS). Ebenso wurden auf Basis des S 600 auch die modifizierten 7,1- bzw. 7,3-Liter-Zwölfzylinder eingebaut, mit 365 kW (496 PS) bzw. 386 kW (500 PS). Dazu kamen Modifikationen an Antriebsstrang und Fahrwerk.
Zudem wurden einige wenige Coupés zu Cabrios (18 Fahrzeuge, mit Teilen der 124er Cabrios) und zu Kombis (zehn Stück auf Basis der Limousine) umgebaut. Sie erhielten größtenteils die AMG-V12-Motoren. Diese Sonderumbauten gingen größtenteils in den Export, hauptsächlich nach Japan, in die USA und in den arabischen Raum.

## Pressestimmen und öffentliche Wahrnehmung

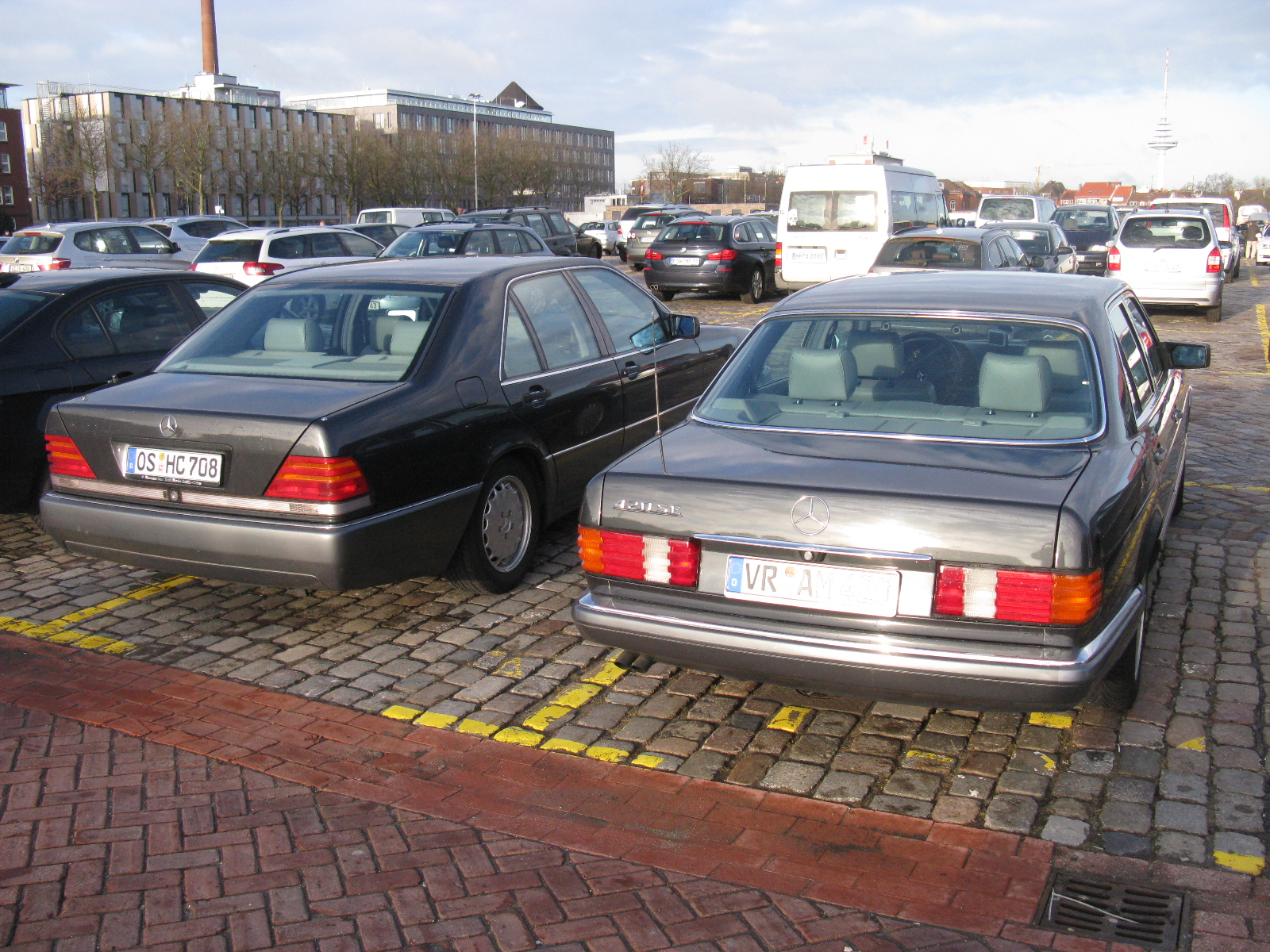
Ein W 140 neben einem W 126

Zum Modellstart des 140 schrieb auto motor und sport: „Wo der Fortschritt wirklich sitzt, ist […] eindeutig. Es ist der Fahrkomfort, der in der Tat neue Maßstäbe setzt und alles relativiert, was man bisher über gut gefederte Autos wußte […]. Der überragende Federungskomfort geht einher mit einem Fahrverhalten von ähnlicher Perfektion. Die Handlichkeit ist für ein Auto dieser Statur und dieses Gewichts erstaunlich.“ „Der unerschütterliche Geradeauslauf, die satte Stabilität in schnellen Autobahnkurven, die ungewöhnlich geringen Windgeräusche – all das trägt dazu bei, daß die Insassen […] selbst bei 240 km/h höchstens auf 180 km/h tippen.“ „Das Platzangebot […] ist schlicht verschwenderisch. […] Die vorderen Sessel sind […] von einer wahrhaft fürstlichen Bequemlichkeit […] Erstklassig auch die Sitzbank im Fond […].“ Zum Zwölfzylindermotor im 600 SEL notierte die Redaktion: „Die Fahrleistungen […] sind exorbitant, besonders eindrucksvoll vor allem im oberen Geschwindigkeitsbereich“. Schon der 500 SE „lebt von einem satten Überangebot an Leistung.“ Die schweizerische Automobil Revue fasste die Eigenschaften des W 140 wie folgt zusammen: „Der neue große Mercedes wirkt so solid wie ein Panzerschrank. Selbst den kleinsten Details ließ man äußerste Sorgfalt angedeihen. So verwundert es nicht, daß das Auto trotz seiner Komplexität selbst bei scharfer Fahrweise absolut frei von störenden Nebengeräuschen ist. Windgeräusche lassen sich […] auch im Höchstgeschwindigkeitsbereich keine ausmachen.“
Die anklingende technische Überlegenheit relativierte sich beim Erscheinen von Oberklasse-Fahrzeugen anderer Hersteller. 1994 präsentierte BMW die Baureihe E38. Im Modellvergleich Mercedes S 420 gegen BMW 740i hieß es: „War bisher die große Klasse aus Stuttgart tonangebend in Sachen Federung, so muß sie sich jetzt auf den zweiten Platz verdrängt sehen. […] Im Gegensatz zur S-Klasse liegt der Siebener satter auf der Straße und bietet darüber hinaus auch den besseren Komfort, und das bei besserer Handlichkeit.“ Und: „Reifenabroll- und Windgeräusche […] sind im BMW eine Spur leiser.“ 1997 stellte Audi im A8 einen 2,5 Liter V6 TDI (Direkteinspritzung) vor, den die gleiche Redaktion mit dem BMW 725 tds (Wirbelkammereinspritzung) und dem Mercedes S 300 TD (Vorkammer-Einspritzung) verglich. Das Fazit des Tests lautete: „Der ideale Luxus-Diesel […] läßt noch auf sich warten. Was fehlt, ist ein Siebener-BMW mit den Antriebsqualitäten des A8.“
Die Vorstellung der Baureihe 140 zog – für den Hersteller in einem unvermuteten Maß – die öffentliche Aufmerksamkeit auf sich. Götz Leyrer von auto motor und sport schloss seinen frühen Test noch mit den Worten ab: „Trotz einiger Schwächen ein überragendes Auto also. […] Es ist nicht falsch, vom besten Auto der Welt zu sprechen […]. Aber es bleibt die Tatsache, daß mit dem Höhepunkt auch der Schlußpunkt einer Entwicklung gesetzt wurde, die sich am ungebremsten Wachstum […] orientierte. Ein vorbildliches Auto im eigentlichen Sinne des Wortes – das kann und wird der neue 600 SEL deshalb sicher nicht sein.“ 1995, einige Jahre nach Verkaufsstart der Modellreihe, beschrieben die Trendforscher Matthias Horx und Peter Wippermann die Situation wie folgt: „Die Wiedervereinigung schuf […] eine soziale und politische Situation, in der jede Form von Repräsentanz äußerst ungute Resonanzen […] erzeugte.“ „Ein voluminöses Auto, das seine Ästhetik aus der Devise ‚Raum für wichtige Fahrer‘ bezog, war ein willkommener Sündenbock. […] Konsequenz war, daß die S-Klasse zum Symbol avancierte, zur Projektionsleinwand einer wütenden Wertedebatte, wie sie wohl in der Geschichte nur selten von einem vierrädrigen Gefährt ausgelöst wurde.“ Und: „Die S-Klasse war Saurier und Gesellschaftsspalter […] Die wackere PR-Abteilung der Sindelfinger, ansonsten an brave Fachjournalisten gewohnt, […] war plötzlich mit einer wütenden Meute von kritikgeilen Journalisten konfrontiert.“ Horx und Wippermann sahen die Käufer einer S-Klasse hierbei als „Menschen, die träge und schwer in ihren fahrenden Burgen saßen“.
Technische Probleme der S-Klasse führten zu Spott; u. a. passten die Modelle anfangs nicht auf die Pkw-Transportwagen des Sylt-Shuttle (von Niebüll nach Westerland) und mussten daher auf Lkw-Waggons transportiert werden, auch war die Zuladung zunächst zu niedrig berechnet. Probleme technischer Art bereiteten zudem:
- das CAN-Bus-System[17]
- der Klima-Kompressor[17]
- die Zuziehhilfe der Türen[4][17]
- verschiedene Teile des aufwändigen Fahrwerks.[53]

Die taz bezeichnete diese S-Klasse als „Ausgeburt von Ingenieurswahn und Klimakiller-Instinkt“, auto, motor und sport in einem späteren Test das Coupé als „elefantös“. Allerdings kam die Kritik oft aus Deutschland, die auch zur Neuerscheinung der Baureihe 220 beim Rückblick auf den 140 noch geäußert wurde: „Etwas über zwei Tonnen Stahl und Status, die 1991 mit klobiger Aufdringlichkeit wie ein Elefant im Porzellanladen aufgetreten waren.“ Rückblickend teilte Bruno Sacco in einem Interview mit: „An der neuen S-Klasse wurde damals viel kritisiert. Nicht zu Unrecht.“. Die taz wies im Juni 1991 in ihrem Bericht zur wirtschaftlichen Lage von Daimler auf das hohe Gewicht der Fahrzeuge hin („bis zu 2,2 Tonnen schwer und bis zu 200.000 D-Mark teuer“), berichtete aber von vollen Auftragsbüchern. Ab 1994 ging der Absatz in Deutschland jedoch trotz der im selben Jahr durchgeführten Modellpflege zurück. Hilmar Kopper, einst Aufsichtsratsvorsitzender von DaimlerChrysler sowie Vorstandsmitglied der Deutschen Bank, vertrat 2005 die Auffassung: „Meiner Ansicht nach spiegelt die Formgebung eines Produkts oft den Zustand eines Unternehmens wider. Für die alte S-Klasse galt das auf jeden Fall. Das Unternehmen war überbesetzt, unproduktiv und stellte die falschen Fahrzeuge her. Eine Firma, für die Verluste undenkbar waren, begann rote Zahlen zu schreiben.“
Die ADAC Motorwelt testet in der Ausgabe 11/93 einen 300 SE gegen einen VW Golf III. Der direkte Crashtest (75 % Überdeckung, 50 km/h) der beiden Fahrzeuge soll die Kompatibilität bei einem Unfallereignis darstellen. Die Auswertung kommt zu einem für den Golf katastrophalen Ergebnis. Redakteur Klaus Breiter schrieb: „Der Crash gleicht dem Einschlag einer Bombe – aber nur beim VW. Die Fotos zeigen etwas Unerwartetes. Der Mercedes verformt sich kaum. Seine Außenstruktur ist so hart gestaltet, daß er sein hohes Eigengewicht auf Kosten des 4-Meter-Autos abfängt. [...] Alles, was sonst mehr oder weniger in den Innenraum eindringt, bleibt an seinem Platz [...] – nicht mal der Bodenteppich hat eine Falte. [...]. [...] Im Golf dagegen sieht es nach dem Urknall ähnlich aus wie bei der Kollision mit dem Nissan. [...] Die Belastungen [...] sind bei einem so schweren Unfall einfach zu hoch. Sie könnten niedriger sein, wenn die Konstrukteure der Mercedes-S-Klasse nicht nur an den häufigen Alleinunfall, sondern auch an die Kompatibilität gedacht hätten. [...]“.

## S 600 Pullman

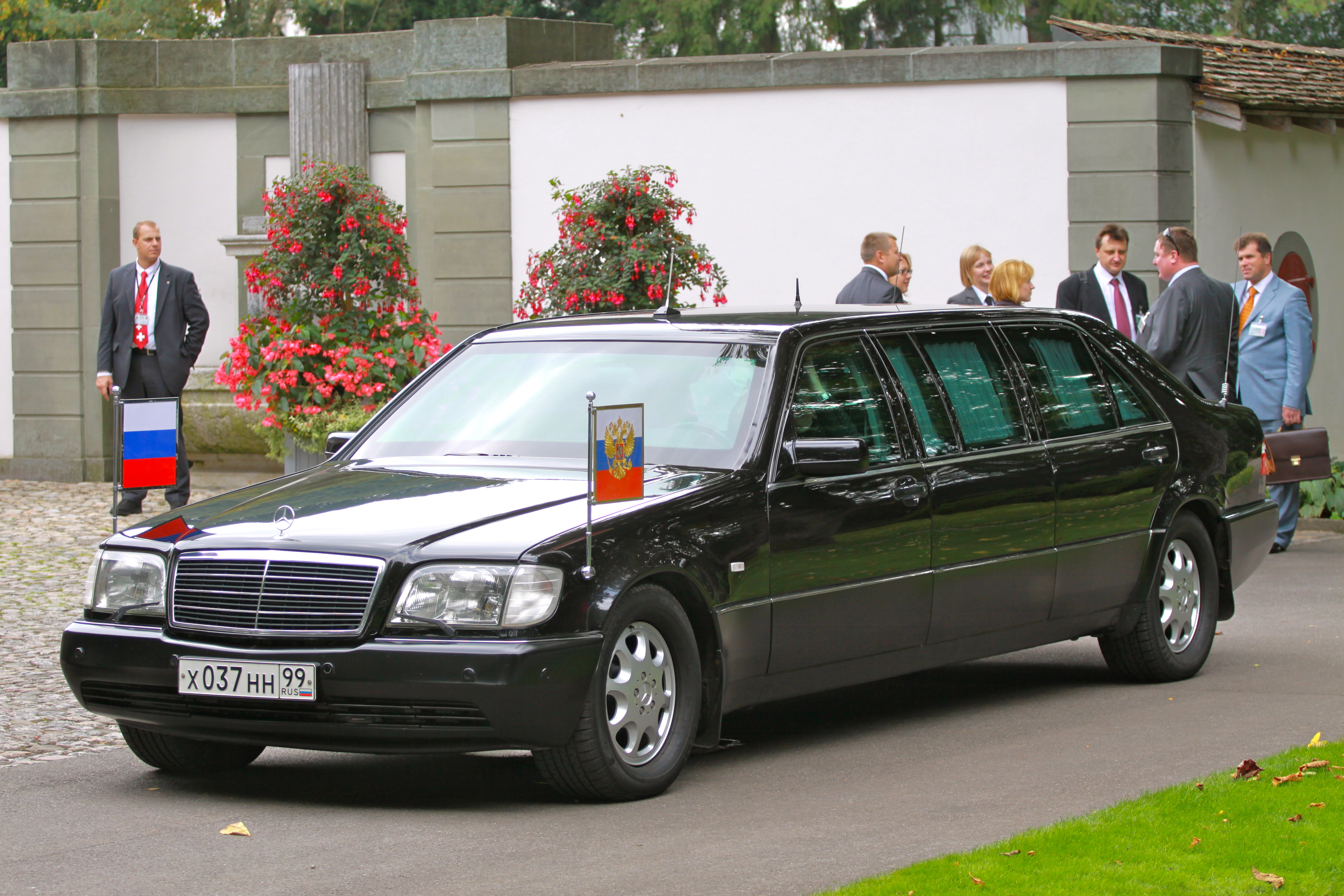
S 600 Pullman als Staatskarosse des damaligen russischen Präsidenten
Dmitri Anatoljewitsch Medwedew

Der Mercedes-Benz S 600 Pullman wurde im September 1995 auf der IAA in Frankfurt vorgestellt. Mit diesem Modell setzte Mercedes-Benz die Tradition fort, ein Repräsentationsfahrzeug anzubieten. Das Chauffeurfahrzeug hat eine Länge von 6,213 m und ist damit einen Meter länger als die Langversion der S-Klasse. Das Leergewicht des S 600 Pullman betrug 2770 kg, seine Höchstgeschwindigkeit war auf 210 km/h begrenzt und der Kaufpreis lag 1997 bei 604.900 DM. Die ersten Pullman-Versionen wurden im August 1996 produziert.

## Sonstiges

### Rückruf
Auf der Baureihe 140 basieren technisch im Wesentlichen auch die unter der Marke Maybach produzierten Automobile, deren Fertigung erst 2011 eingestellt wurde. 1996 gab es eine Rückrufaktion für weltweit rund 70.000 Fahrzeuge der S-Klasse, da die vorderen Bremsschläuche mit Abstandshaltern ausgerüstet werden mussten.

### Tödlicher Unfall der Princess of Wales
Hohe mediale Aufmerksamkeit erfuhr der W 140 im Jahr 1997, als Prinzessin Diana durch einen Autounfall in einem Pariser Tunnel ums Leben kam. Das Unfallfahrzeug war ein Mercedes-Benz S 280, Baujahr 1994, zugelassen bei Etoile Limousine. Das Fahrzeug prallte mit etwa 110 km/h auf einen Betonpfeiler und wurde vollständig zerstört. Der Fahrer Henri Paul hatte vor der Fahrt fünf verschiedene Medikamente eingenommen und einen Blutalkoholwert von 1,8 Promille. Keiner der Insassen war angeschnallt, drei der vier Insassen kamen ums Leben, der Leibwächter Trevor Rees-Jones überlebte auf dem Beifahrersitz.

## Bestand in Deutschland

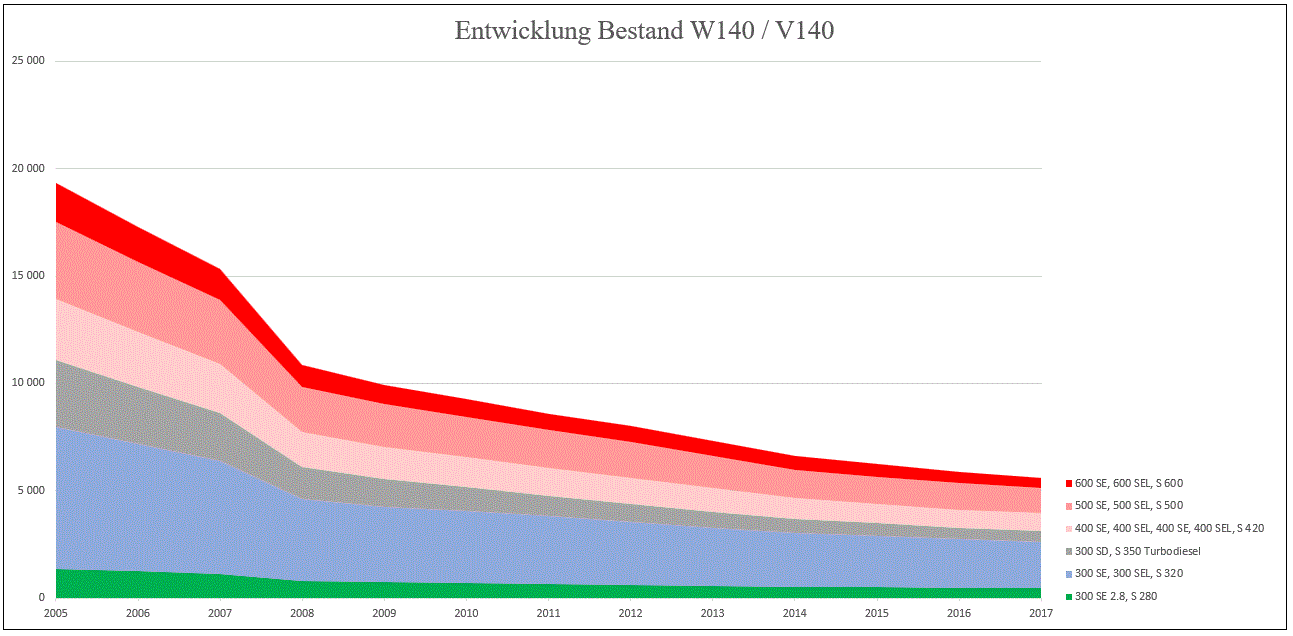
Entwicklung des Bestandes an Fahrzeugen der Baureihen W140 / V140 in Deutschland von 2005 bis 2017

Aufgeführt ist der Bestand an Mercedes-Benz W 140 nach Hersteller- (HSN) und Typschlüsselnummern (TSN) in Deutschland laut Kraftfahrt-Bundesamt. Typen mit weniger als 100 Fahrzeugen werden nicht ausgewiesen. Bis 2007 beinhaltete der Bestand neben der Anzahl der angemeldeten Fahrzeuge auch die Anzahl der vorübergehenden Stilllegungen. Seit 2008 enthält der Bestand lediglich den „fließenden Verkehr“ einschließlich der Saisonkennzeichen.
| HSN/TSN  | 0708/430             | 0708/431       | 0708/432        | 0708/433        | 0708/445               | 0708/446               | 0708/447               | 0708/457         | 0708/463          | 0708/498 | Gesamtbestand | Veränderung | Quelle |
| Modell   | 300 SE 300 SEL S 320 | 400 SE 400 SEL | 500 SE, 500 SEL | 600 SE, 600 SEL | 400 SE, 400 SEL, S 420 | 500 SE, 500 SEL, S 500 | 600 SE, 600 SEL, S 600 | 300 SD, S 350 TD | 300 SE 2.8, S 280 | S 300 TD | Gesamtbestand | Veränderung | Quelle |
| kW       | 170                  | 210            | 240             | 300             | 205                    | 235                    | 290                    | 110              | 142               | 130      | Gesamtbestand | Veränderung | Quelle |
| 1.1.2005 | 6.600                | 1.371          | 1.571           | 1.050           | 1.457                  | 2.026                  | 768                    | 2.021            | 1.367             | 1.115    | 19.346        |             | [ 63 ] |
| 1.1.2006 | 5.893                | 1.240          | 1.436           | 933             | 1.318                  | 1.860                  | 699                    | 1.665            | 1.263             | 991      | 17.298        | - 10,59 %   | [ 64 ] |
| 1.1.2007 | 5.262                | 1.091          | 1.293           | 806             | 1.182                  | 1.669                  | 637                    | 1.380            | 1.142             | 843      | 15.305        | - 11,52 %   | [ 65 ] |
| 1.1.2008 | 3.816                | 769            | 893             | 531             | 855                    | 1.221                  | 468                    | 898              | 803               | 580      | 10.834        | - 29,21 %   | [ 66 ] |
| 1.1.2009 | 3.522                | 705            | 848             | 476             | 799                    | 1.137                  | 422                    | 777              | 731               | 507      | 9.924         | - 8,4 %     | [ 67 ] |
| 1.1.2010 | 3.372                | 649            | 796             | 424             | 745                    | 1.077                  | 408                    | 670              | 688               | 451      | 9.280         | - 6,49 %    | [ 68 ] |
| 1.1.2011 | 3.166                | 587            | 743             | 384             | 700                    | 1.010                  | 391                    | 570              | 662               | 374      | 8.587         | - 7,47 %    | [ 69 ] |
| 1.1.2012 | 2.936                | 546            | 682             | 366             | 668                    | 983                    | 369                    | 499              | 627               | 336      | 8.012         | - 6,7 %     | [ 70 ] |
| 1.1.2013 | 2.692                | 486            | 601             | 342             | 607                    | 888                    | 356                    | 457              | 579               | 301      | 7.309         | - 8,77 %    | [ 71 ] |
| 1.1.2014 | 2.483                | 434            | 548             | 309             | 547                    | 793                    | 324                    | 388              | 530               | 264      | 6.620         | - 9,43 %    | [ 72 ] |
| 1.1.2015 | 2.369                | 400            | 504             | 298             | 511                    | 749                    | 317                    | 350              | 509               | 246      | 6.253         | - 9,43 %    | [ 73 ] |
| 1.1.2016 | 2.261                | 368            | 484             | 286             | 474                    | 730                    | 290                    | 319              | 475               | 228      | 5.915         | - 5,41 %    | [ 74 ] |
| 1.1.2017 | 2.172                | 347            | 451             | 257             | 465                    | 703                    | 299                    | 303              | 462               | 206      | 5.665         | - 4,23 %    | [ 75 ] |
| 1.1.2018 | 2.049                | 326            | 418             | 256             | 443                    | 688                    | 286                    | 281              | 438               | 197      | 5.382         | - 5,0 %     | [ 76 ] |
| 1.1.2019 | 1.920                | 308            | 410             | 248             | 412                    | 671                    | 279                    | 259              | 420               | 183      | 5.120         | - 4,87 %    | [ 77 ] |
| 1.1.2020 | 1.853                | 316            | 401             | 253             | 397                    | 655                    | 270                    | 238              | 416               | 178      | 4.977         | - 6,27 %    | [ 78 ] |
| 1.1.2021 | 1.807                | 286            | 382             | 248             | 385                    | 643                    | 271                    | 236              | 402               | 174      | 4.834         | - 2,87 %    | [ 79 ] |
| 1.1.2022 | 1.771                | 283            | 371             | 263             | 362                    | 639                    | 262                    | 224              | 375               | 167      | 4.717         | - 4,42 %    | [ 80 ] |
| 1.1.2023 | 1.769                | 288            | 390             | 282             | 336                    | 634                    | 246                    | 221              | 367               | 167      | 4.700         | - 0,36 %    | [ 81 ] |
| 1.1.2024 | 1.743                | 290            | 399             | 293             | 338                    | 640                    | 242                    | 225              | 351               | 169      | 4.690         | - 0,21 %    | [ 82 ] |
| 1.1.2025 | 1.711                | 304            | 382             | 297             | 342                    | 642                    | 242                    | 263              | 341               | 170      | 4.694         | + 0,09 %    | [ 83 ] |

## Berühmte Besitzer
- Arnold Schwarzenegger war Besitzer eines silbernen Lorinser S 600 L Baujahr 1994.[84]
- Tina Turner besaß einen S 320 Baujahr 1995 in schwarz. Dieser wurde 2024 für 34.500 Euro versteigert.[85]